# 渥美半島

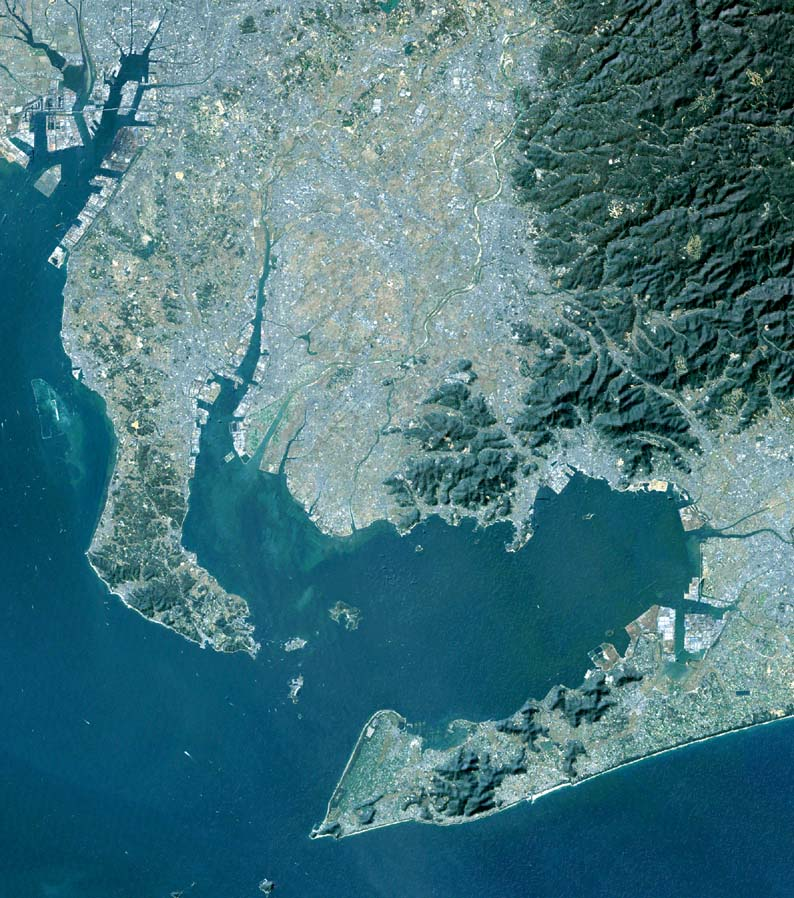
渥美半島（下）、知多半島（左）、三河湾（間）のランドサット衛星写真。スペースシャトル標高データ使用。

渥美半島（あつみはんとう）は、中部地方の太平洋側にある半島。愛知県の東南端から西南西に突き出すように延びている。同じ愛知県で南北に延びる知多半島と「蟹のツメ」のように三河湾を挟んでいる。半島の大半を田原市全域が占め、東寄りの一部は豊橋市の南西部に当たる。
渥美半島は幅5 - 9キロメートル、長さは約40キロメートルの丘陵性の洪積台地で形成されている。半島先端の伊良湖岬は志摩半島（三重県）と向かい合い、両半島の間にある伊良湖水道の北側が伊勢湾、南側が遠州灘である。遠州灘沿岸の海岸は砂浜海岸と岩礁海岸が交互に連続している。
北は三河湾、南は太平洋、西は伊勢志摩を望む伊勢湾と三方を海に囲まれ、蔵王山や半島最高峰の大山（標高328メートル）を擁すなど、海と山の豊かな自然に恵まれている地域である。
渥美半島の海岸部及び湾内の島々は三河湾国定公園、それに隣接する内陸部は渥美半島県立自然公園となっている。

## 概略

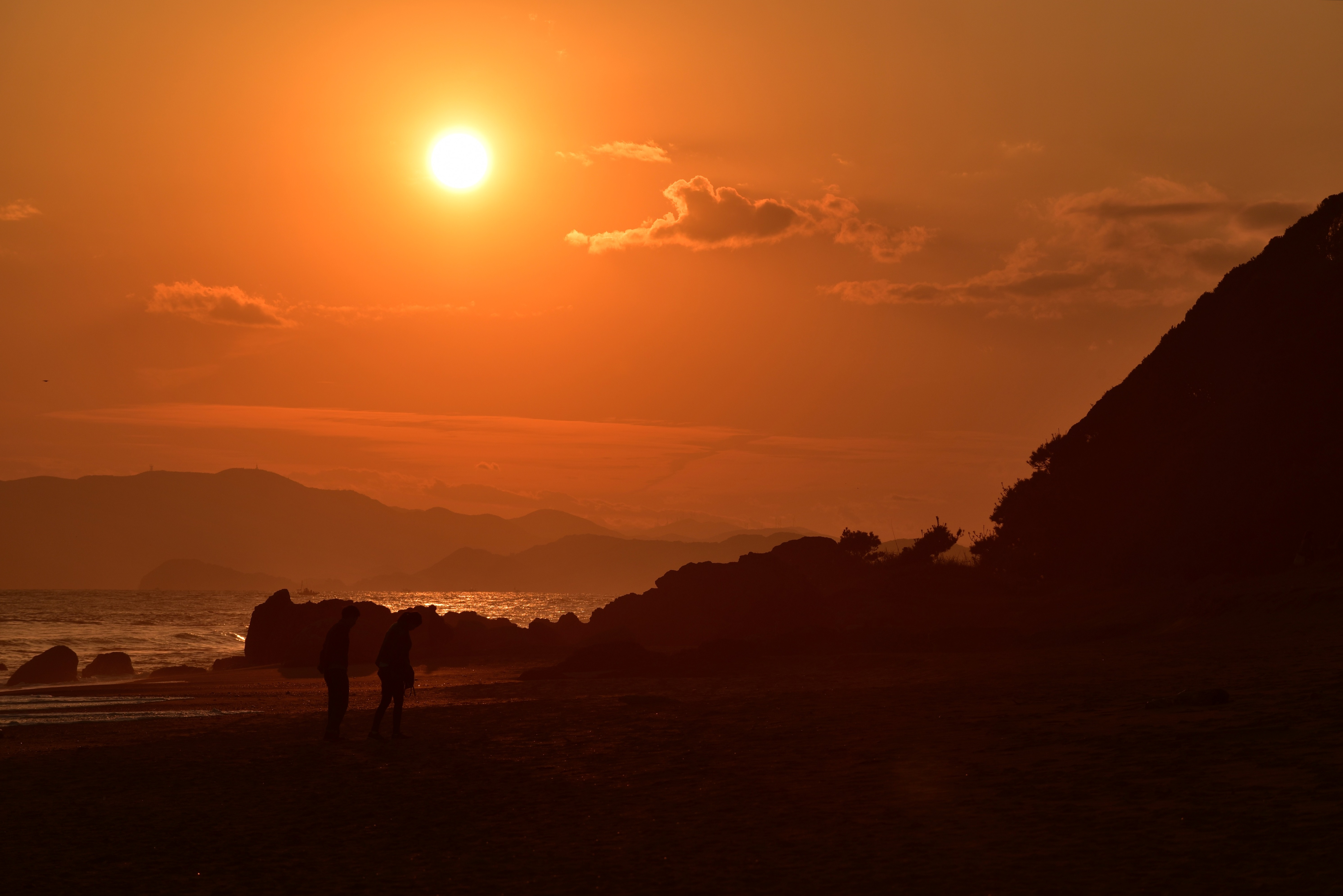
恋路ヶ浜の夕景

渥美半島は、島崎藤村の抒情詩「名も知らぬ遠き島より流れよる椰子の実ひとつ・・・」で知られる、伊良湖岬や恋路ヶ浜などで有名な観光地である。古くから開発が進んでいた半島の各地には、中世の陶器や東大寺の瓦を焼いた窯跡（渥美窯）などが残っており、六連（むつれ）や百々（どうどう）等、大陸帰化人に由来すると思われる地名もある。黒潮の影響を受けて一年を通して温暖で、「常春（とこはる）」の地と呼ばれる。しかし、冬には西北西の季節風が吹き荒れ、体感温度は数値以上に低い。半島の先端は伊良湖岬であり、伊良湖水道を挟んで三重県の神島、さらには志摩半島と向き合っている。行政的には、豊橋市・田原市からなるが、田原市では豊川用水の通水以後発展した、日本一の生産を誇る農業とともに、自動車産業を主体とする工業も盛んである。近年は、電照菊やメロン栽培などの農産物をはじめ、鷹の渡り、サーフィン、菜の花畑などが有名で、全国から訪れる観光客が多い。

### 地名の由来
一説によれば、渥美半島の「渥美」は古くは「阿曇（あずみ）」と記され、漁労関係の仕事に携わる部族として「海人部（あまべ）」を率いた「阿曇連（あずみのむらじ）」に由来すると言われる。阿曇連は『古事記』、『日本書紀』にもみられ、大化の改新以前から海事をつかさどった。中でも半島先端にいた有力な海人の長は阿曇氏と称されと見る説があり、古くからこの地方の豪族として栄えたが、「渥美」という地名の直接の起源と考えられるのは奈良時代半ばの豪族、渥美源五郎重国の郡司への昇格である。聖武天皇の治世下である733年（天平5）、渥美地方が飢饉にみまわれ、餓死者が多く出た。そこで当時の有力者、渥美源五郎重国が自らの倉庫を開放し、多くの庶民を救ったという。その家系が元来、地方を治める官職に携わってきたこと、そして重国の娘・菊本が朝廷の女官（采女）として光明天皇に取り立てられたことから、重国は郡の長に任命され、「渥美太夫」という称号を与えられた。これが「渥美」の地名の由来の一説である。なお、「渥美」の前身である「阿曇」の、「阿」は人の集まるところ、「曇」は海を意味し、その語意は“人の集まる海”と解釈する説がある。

## 自然
三方を海に囲まれた渥美半島は、それぞれの環境に住む様々な海の資源に恵まれている。また、半島の中央部には山が連なり、起伏に富んだ台地には山や野の恵み、そしてその山や大地を水源とした川が海へと流れ込み、干潟が作られ多くの魚介類をはぐくんでいる。特に田原市は、市域の88.4％が三河湾国定公園および渥美半島県立自然公園に指定されており、数々の景勝地や貴重な動植物を有する。このように渥美半島は、美しい自然環境と人々の豊かな暮らしが共存する、いわば田園都市である。
伊良湖岬灯台

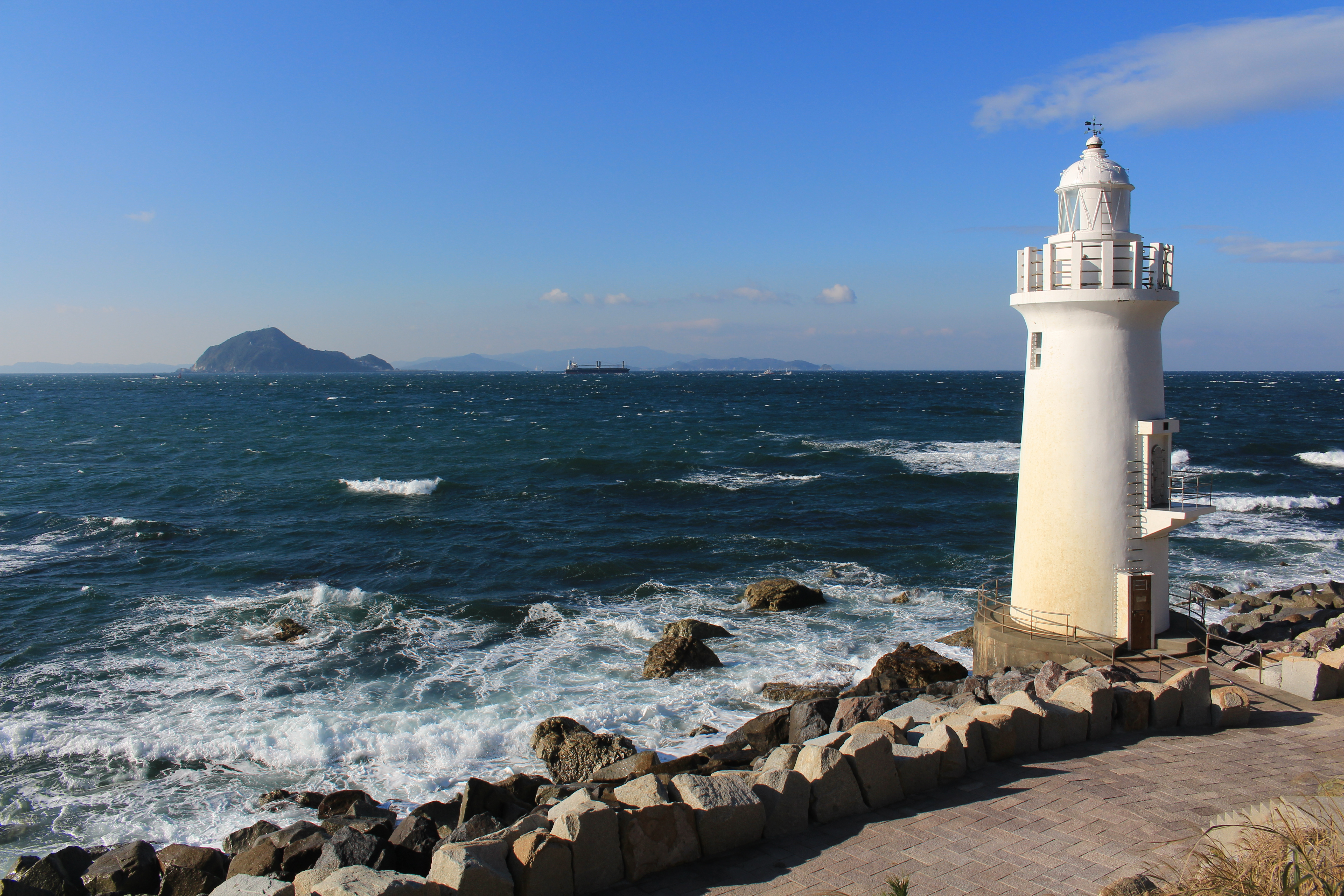
伊良湖岬灯台と神島

渥美半島の先端に建つ白亜の灯台。円筒形で太さは4.5メートル、灯高15メートル、明暗白光3秒間隔、光達距離12.5マイル。渥美半島沖にある伊良湖水道は潮流が速く、暗礁が沖まで続いている航海の難所であったため、当時の逓信省灯台局により建設され、1929年（昭和4年）11月20日に初点灯した。当初は岬先端に小高くそびえる古山の上に建設が予定されたが、付近に設置されていた陸軍試射場からの弾丸を避けるため、全国にも珍しい波打ち際に建てられた。以来、対面する神島灯台と共に海を行き交う船の安全を守り続けてきた。田原市では伊良湖岬を一周できる遊歩道を整備しており、この灯台を間近で見ることができる。1998年（平成10年）、思い出に残る灯台として「日本の灯台50選」に選出された。
恋路ヶ浜

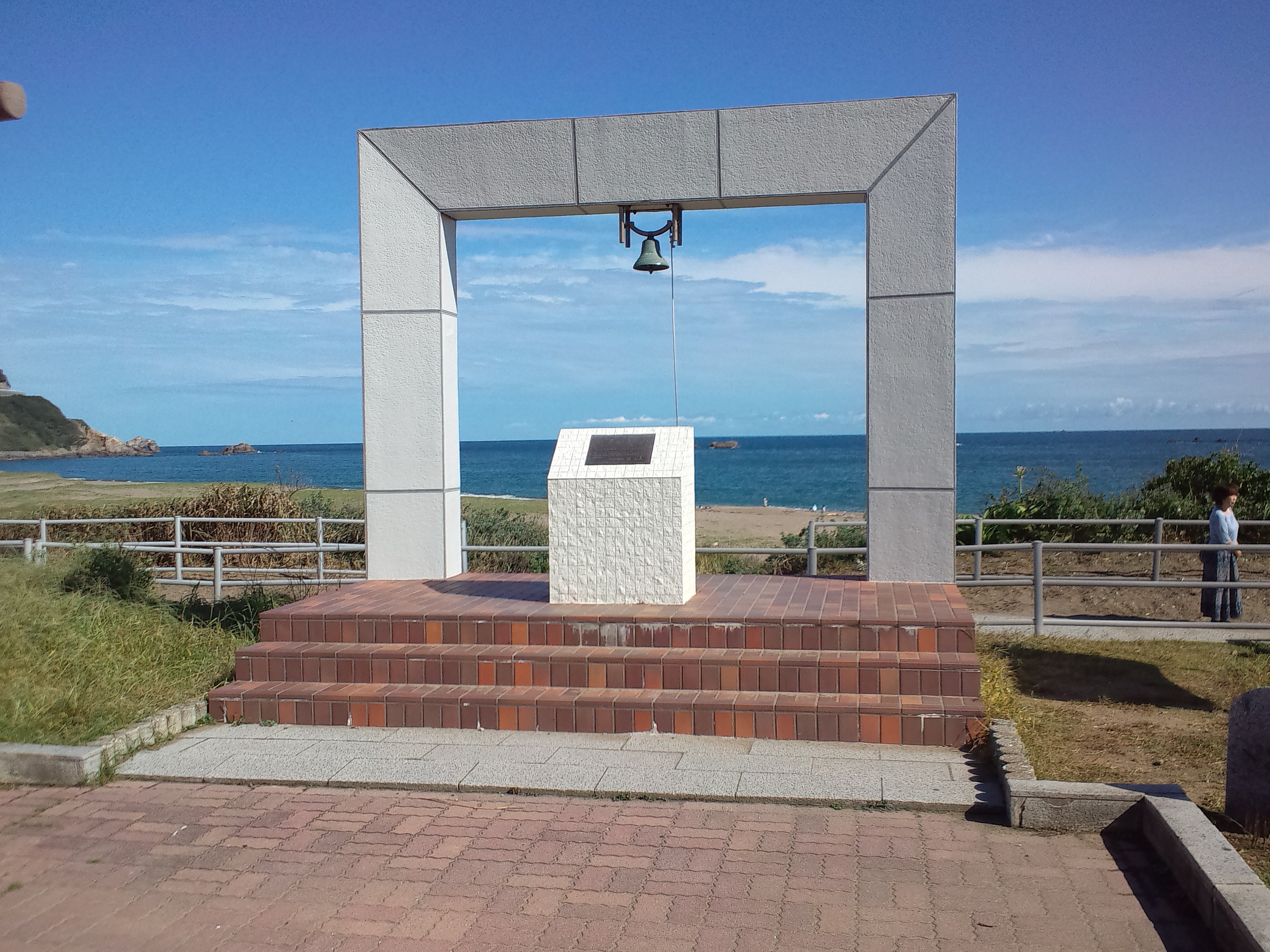
恋路ヶ浜　「願いの叶う鍵」

伊良湖岬灯台から太平洋に面して日出の石門まで約1キロ続く砂浜。昔の高貴な男女による恋の伝説が名前の由来と言われる。その昔、都を追われた男女が恋の避難行のため伊良湖に逃れたのだが、世間の目を恐れて男は裏浜の弁財ヶ浜、女は表浜の恋路ヶ浜に別れ住んだ。二人は会うことができず、やるせないおもいから病気になり、お互いの名を呼びながら悶え死んだ。その執念によって女は女貝、男はミル貝となったという。恋路ヶ浜は、現在では恋のパワースポットとして知られており、日本の「道」「渚」「白砂青松」「音風景」100選や「恋人の聖地」にも選ばれている。また、島崎藤村の抒情詩「椰子の実」の詩の舞台としても知られる。この詩のロマンを再現しようと、1988年（昭和63年）から沖縄県石垣島を“遠き島”に見立て、毎年プレートを付けた椰子の実を約1,600キロメートル離れた伊良湖岬の恋路ヶ浜に向けて流す試みが行われてきた。14年目である2001年（平成13年）8月3日に初めて、渥美半島の浜辺にその椰子の実の一つが漂着したことを記念し、この地を訪れた人々の願いがかなうようにと「願いの叶う鍵」が駐車場横に設置されている。
日出の石門

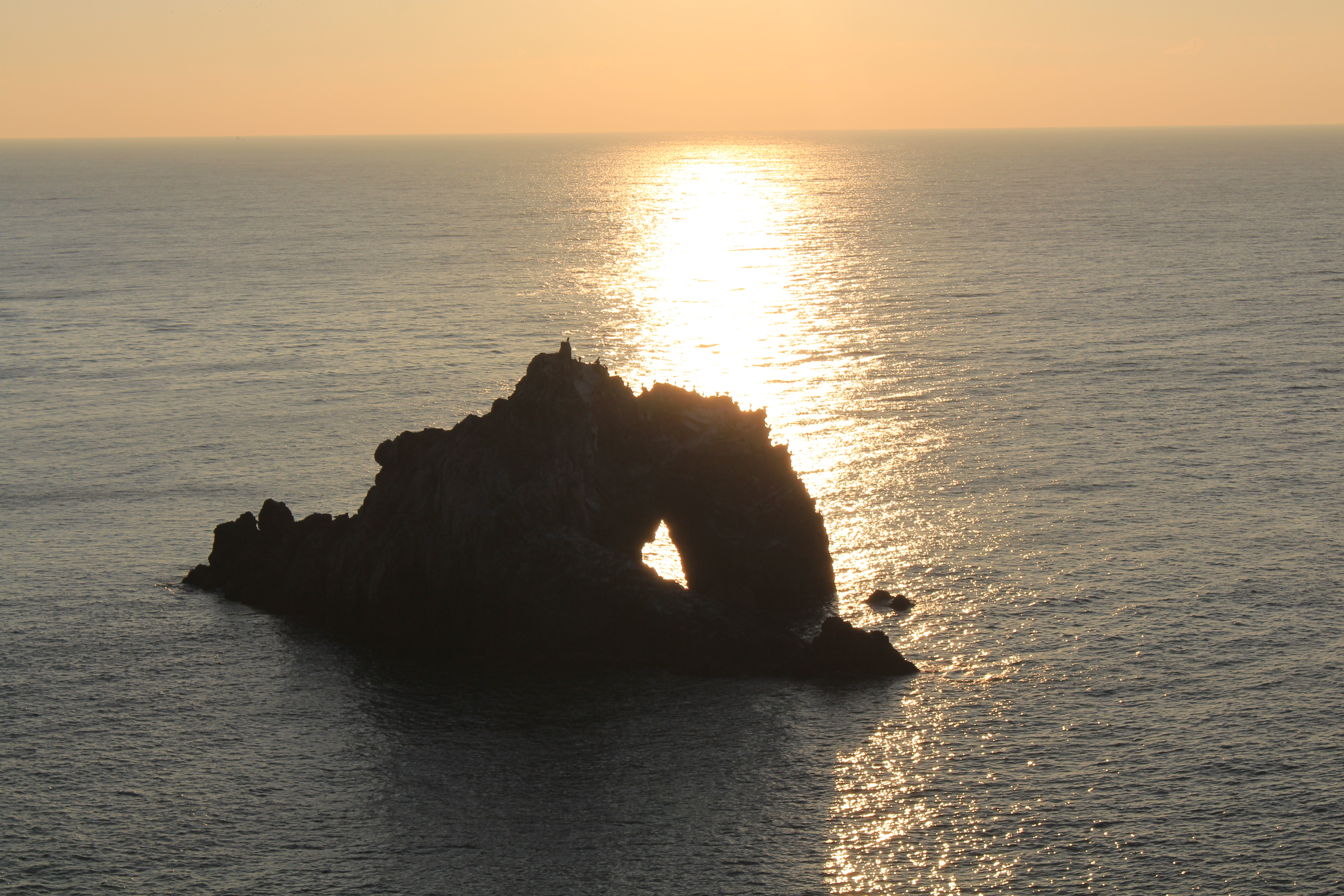
日出の石門と日の出

太平洋の荒波の浸食を受けて真ん中が空洞になった岩で、岸と沖に2つある。この石門は、湾曲した層状チャートが直接海に落ち込んで形成されたものである。毎年10月中旬と2月中旬ごろに石門の洞窟に朝日が差し込む瞬間を見ることができる。また、石門の近くにある日出園地には、島崎藤村の「椰子の実」の全文の詩碑がある。この詩は、1898年（明治31年）の夏、柳田國男が伊良湖を訪れた時に拾った椰子の実の話を友人の藤村に語ったことから生まれたという。
太平洋ロングビーチ
太平洋を望む約3キロメートル砂浜の海岸。海岸線にはヤシの木が並び、ウェストコーストの様な景観。いい波が立つことから国内有数のサーフスポットとして知られており、県内外からサーファーが訪れる。ハマヒルガオの咲く砂浜は、アカウミガメの産卵地としても有名であり、子ガメの放流会が年に数回開催されている。

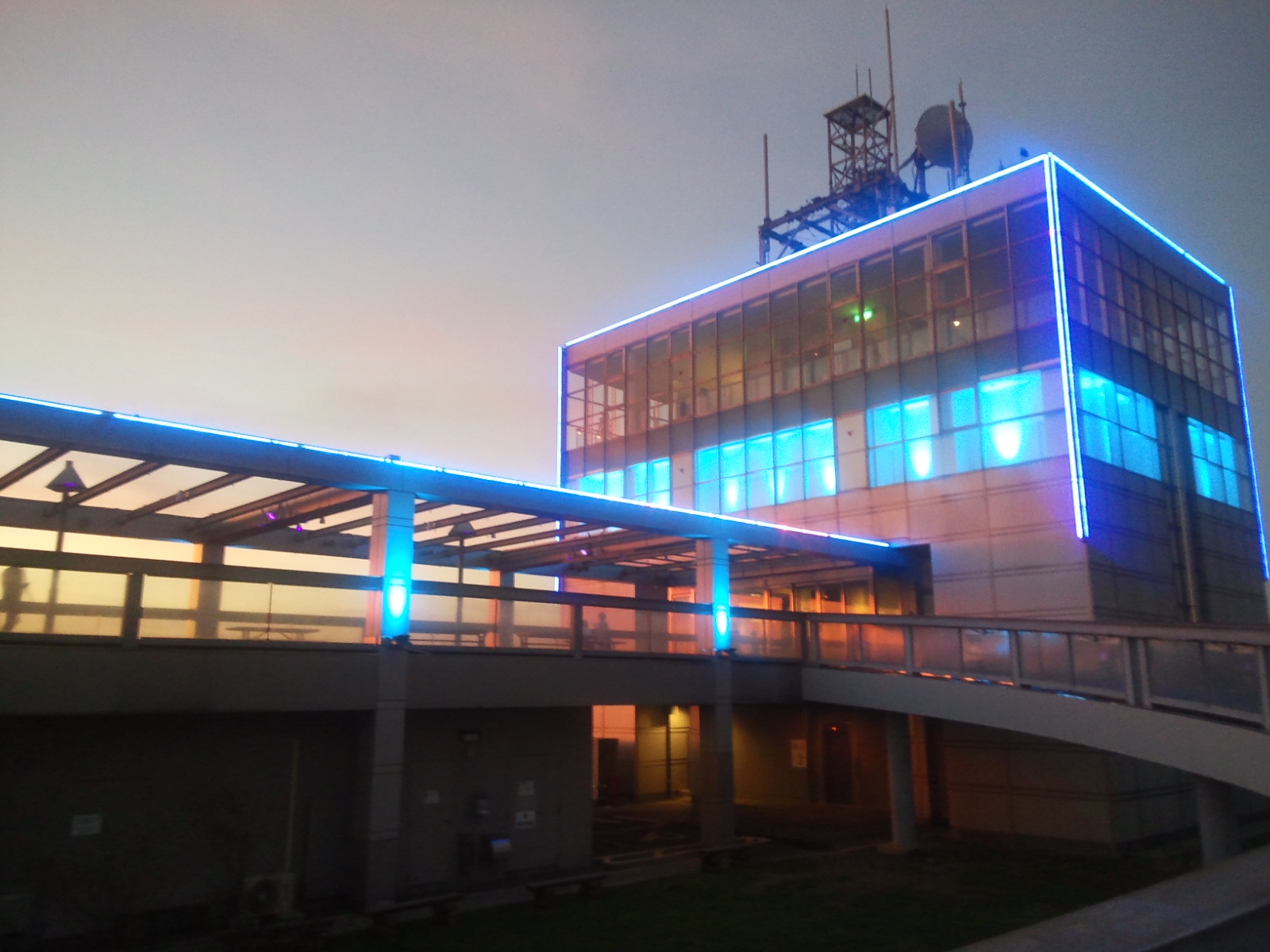
蔵王山展望台
蔵王山の頂にある展望台。標高250メートルの山頂からは東三河や太平洋が一望でき、晴天の日は遥か日本アルプスの山々や富士山まで望むことができる。夜は「日本夜景100選」にも選ばれた、田原市・豊橋市の壮大な夜景が一望できる。さらに、展望台のすぐ目の前に設置された風力発電施設は、田原市が推進する「環境と共生する豊かで持続可能な地域づくり、“エコ・ガーデンシティ”」のシンボルとなっている。2014年（平成26年）10月、「光」をテーマにリニューアルされた。
海水浴場
「伊良湖」「仁崎」「白谷」の3つの海水浴場があり、毎年7月上旬から8月末のシーズンになると海水浴客でにぎわいを見せる。伊良湖岬の先端に位置するココナッツビーチ伊良湖は1965年（昭和40年）来の歴史をもち、その真っ白な砂と透明度の高い水が人気のリゾートビーチである。波穏やかな三河湾に面する仁崎海水浴場は、キャンプ場やバーベキュー施設も備えており、2001年（平成13年）には「日本の水浴場88選」に選定されている。また、1997年（平成9年）に開設された人口ビーチ・白谷海水浴場は、三河湾に面する白谷海浜公園内にあり、隣接して芝生広場や遊具、陸上競技場等を備える近代的な施設となっている。春には潮干狩りも行われる。
黒河湿地植物群落（愛知県指定天然記念物）
広さ5.9ヘクタール、ヌマガヤオーダーに属する、渥美半島最大の湿地。シデコブシやシラタマホシクサなど、東海地方の特徴的な湿地植物がみられる。寒冷地の植物であるヤチヤナギが氷期の遺存種として多数生育することが判明し、1971年（昭和46年）県指定の天然記念物となった。愛知県のヤチヤナギは雄株しか知られておらず、少なくとも氷期以降1万年にわたって栄養繁殖だけで生き延びてきた驚異の植物である。ヤチヤナギのほかにも、カスミサンショウウオ、ハッチョウトンボなどの珍しい小動物が生息している。
宮山原始林（国の天然記念物）
常緑広葉樹林で面積約38.7ヘクタール。高温多湿のため草木がよく茂り、かつては伊良湖神社の神域として一般人の立ち入りが制限されていたこともあって、原生林の状態を保ってきた。典型的な海岸暖地性の常緑樹の原生林として1954年（昭和29年）国の天然記念物に指定され、指定当時はヤブニッケイ、ヤブツバキ、タブノキ、ヒメユズリハ、タイミンタチバナ、トベラなどがみられた。1959年（昭和34年）9月の伊勢湾台風で被害を受け種類を減らしたものの、現在回復しつつある。
ハマボウの野生地（愛知県指定天然記念物）
ハマボウは西南暖地の海岸付近に自生する落葉樹で、初夏から8月にかけて、ムクゲに似た5センチメートルほどの黄色の花を咲かせる。堀切町に自生するハマボウは、その分布の北限に当たるものとして1955年（昭和30年）、県の天然記念物に指定された。指定面積297.52平方メートル。のちに田原市内の汐川河口や小中山町にある水路にもハマボウの自生が確認された。
光岩（愛知県指定天然記念物）
高さ9メートル、幅22メートルの断面に光沢を帯びた岩。中生代に形成されたチャートの堆積の境界面が褶曲（しゅうきょく）によってはがれ、高熱により再結晶したものであり、銅鏡のような輝きを持つことから「鏡肌の岩」とも呼ばれる。この光岩は保存状態がよく、日本でも第一級の規模のものである。
鸚鵡石
高さ約15メートル、幅約15メートルのチャートの岩石。表面には斜めに走る摩擦痕や「ささくれ」が観察できる。昔、玉栄という娘が婚約者の心変わりを恨んで母の形見の横笛を抱き、この岩の上から身を投げ亡くなった。それ以来、この大岩に向かって大声を出したり、楽器を弾くとオウムのようにこだまするが、玉栄の恨みのためか、笛の音だけは反響しないという伝説がある。
鷹の渡り
渡り鳥の中継地である伊良湖岬では、毎年秋になると、数千羽に及ぶ鷹が伊良湖水道を渡って志摩半島へ飛んでゆく姿がみられる。9月中旬から10月上旬にかけての移動性高気圧が張り出してきた日の、日の出から午前中にかけて見られることが多い。伊良湖岬ではサシバ、ハチクマをはじめとする10種類ほどの鷹のほか、ヒヨドリやハクセキレイなど多数の小鳥も見られる。
アサギマダラの渡り
アサギマダラはマダラチョウ科の一種で、日本の広域でみられるが、越冬できるのは温暖な地域に限られている。渥美半島はその南下経路に含まれ、10月中旬をピークに9月下旬から11月中旬にかけて多数が通過する。この地域から南下したアサギマダラは海を越え神島、紀伊半島、四国、九州、南西諸島、沖縄方面へと南西方向へ移動することが確認されている。

## 歴史・文化
渥美半島の歴史は古く、今から2.5万年ほど前から多くの人々が行き来していたといわれる。陸路より海路の方が有利であった時代、海を渡って西の紀伊半島などから文化が伝わりやすく、また伊勢神宮と海を挟んで対峙していることから政治・経済・文化の中心地として栄えた。特に伊良湖岬は、その詩情あふれる自然と素朴な人情が旅人を惹きつけ、万葉の時代より歌枕として歌われた。柿本人麻呂、西行、松尾芭蕉をはじめとする文人たちが訪れて詠んだ歌が現在でも伝わっている。江戸時代においては、田原藩1万2千石の拠点となり、幕末の先覚者渡辺崋山らを輩出した。このような歴史的環境のもと、渥美半島には数多くの文化財および史跡が存在する。
吉胡貝塚（国の史跡）

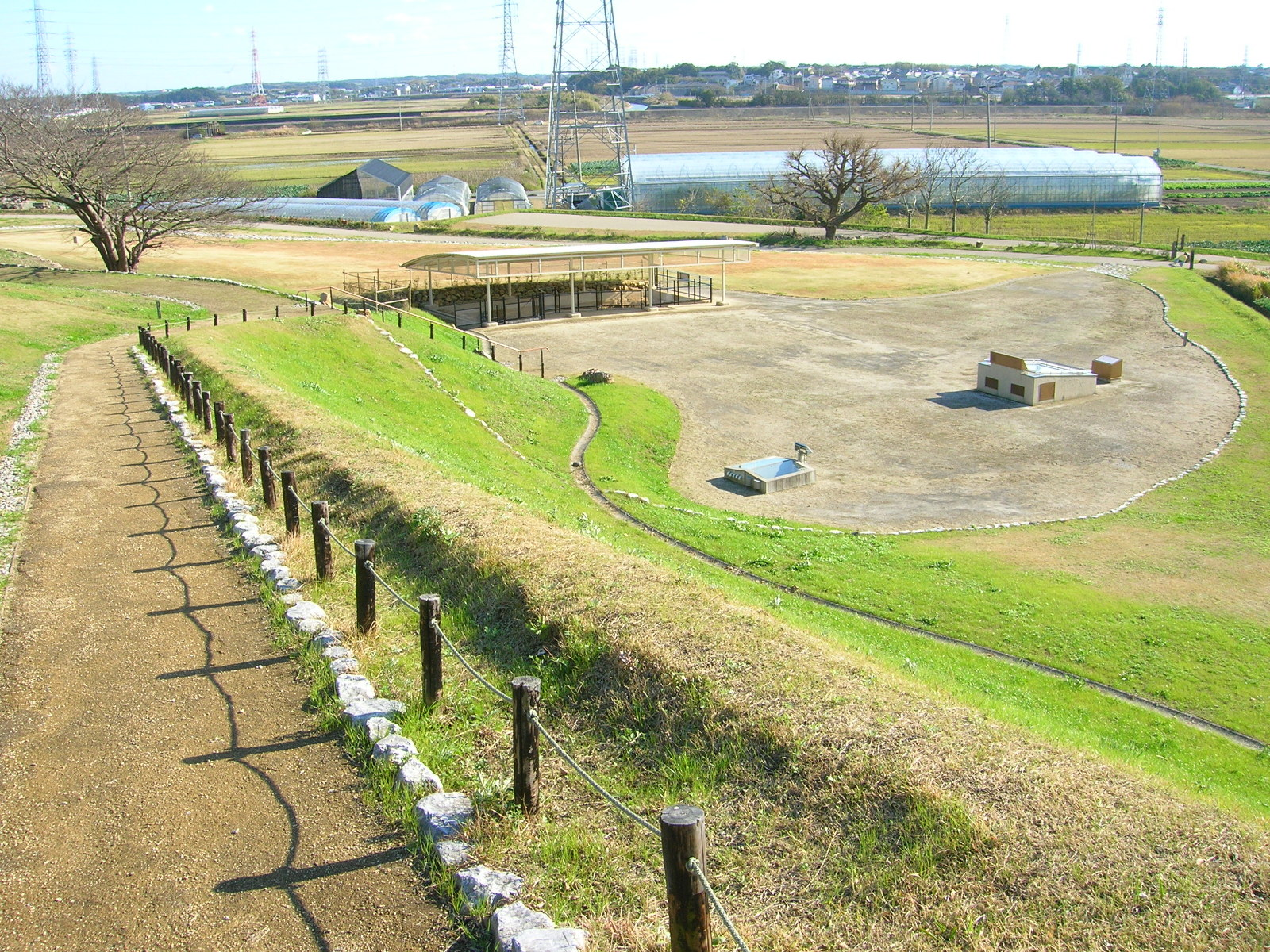
吉胡貝塚史跡公園

縄文時代後期末・晩期を中心とする、約3,000平方メートルにわたる貝塚。1922・1923年（大正11・12年）に京都大学の清野謙次が人骨307体を発掘して有名となり、1951年（昭和26年）国の史跡に指定された。これまでの調査で人骨358体が確認されており、縄文人骨出土数では日本一である。吉胡貝塚は、国が発掘した最初の遺跡であり、日本の人種論の議論の中心となった。また、人骨のほか、貝・土器・石器・骨角器や丁寧に埋葬された10体以上の犬の骨も出土している。2007年（平成19年）、公園や屋外の展示施設、資料館等が整備された。。
渥美古窯（あつみこよう）

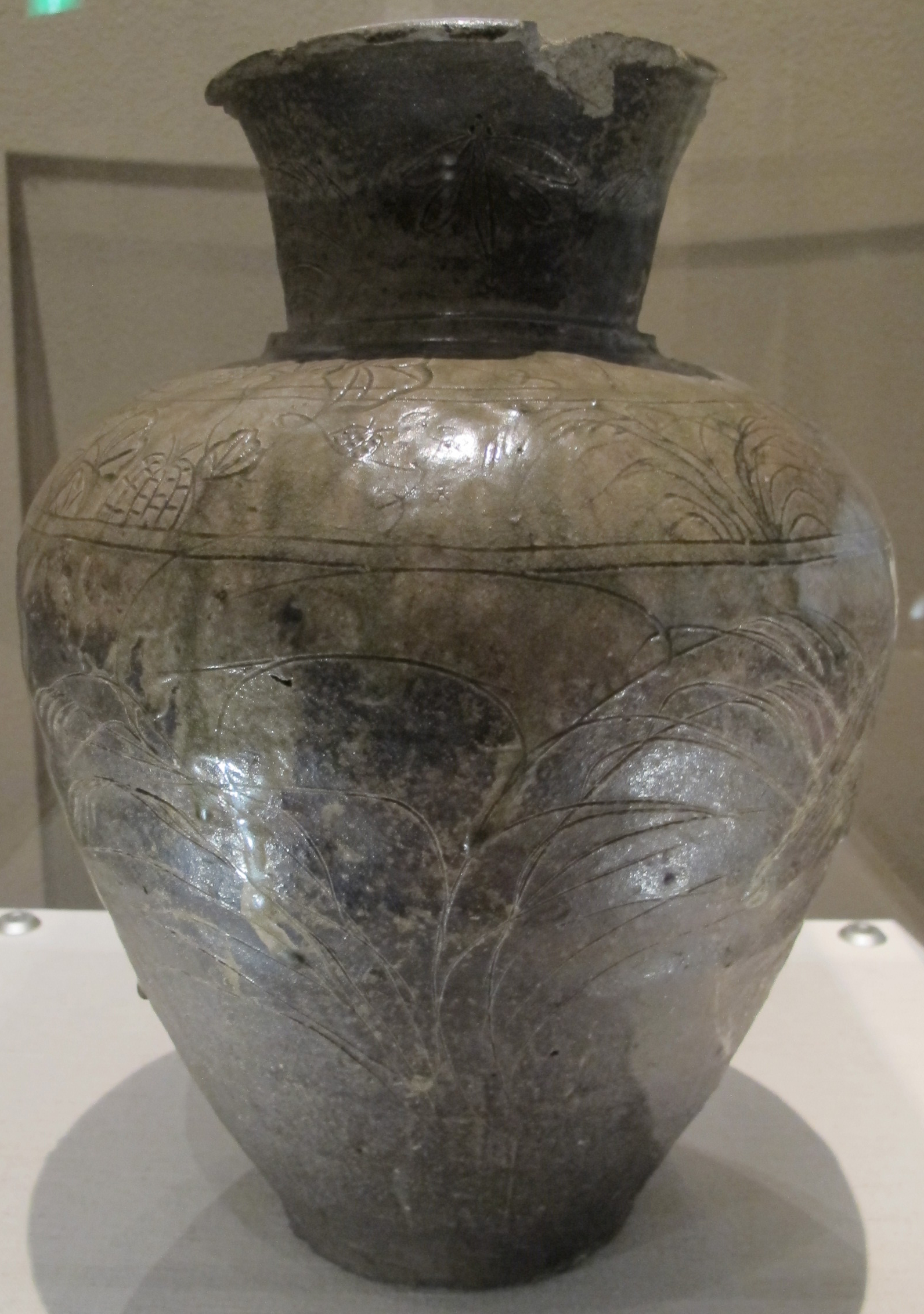
秋草文壺

渥美半島全域40キロメートルわたって分布する100群・500基を超える陶器を焼いた窯群の総称で、平安時代の終わりごろから鎌倉時代（12世紀〜14世紀初頭）にかけて営まれた。そのうち大アラコ古窯跡、伊良湖東大寺瓦窯跡、百々陶器窯跡の3つが国の史跡に指定されている。渥美古窯の窯は斜面に船底状の穴を掘り、壁と床に粘土を貼り、さらに天井をつけた窖窯（あながま）である。主に日常生活で使う甕、壺、山茶碗、小皿などが生産されたが、特注品として焼かれた宗教的色彩の濃いものも出土している。また、神奈川県川崎市で1942年（昭和17年）に出土し、中世の焼き物で唯一、美術工芸品として国宝に指定されている「秋草文壺」も焼かれていた。これらの製品は海を渡って各所に流通したが、鎌倉時代の終わりごろから瀬戸や常滑など他の窯の製品との競争に敗れ、また政治支配の交替も加わって衰退し、やがて姿を消した。
伊良湖東大寺瓦窯跡（いらごとうだいじかわらがまあと）（国の史跡）
渥美古窯のひとつで、奈良東大寺鎌倉再建時の瓦を焼いた窯跡。全長11.3〜11.5メートル、幅は2.5メートルほどで、分焔をともなう船底型の構造をしている。1965年（昭和40年）に地上窯1基、翌年に窖窯3基が発掘され、1967年（昭和42年）に国の史跡に指定された。これまでに出土した「東大寺大佛殿瓦」「大佛殿」「東」などと刻印された軒丸瓦や軒平瓦、平瓦は、田原市渥美郷土資料館の埋蔵文化財室に展示してある。2004年（平成16年）には、窯跡もふくめて初立池公園として、初立池の周りに周囲2キロメートルの散歩道ややすらぎ広場、駐車場などが整備された。
田原城址
1480年（文明12年）頃に戸田宗光により築かれた。築城当時は城のすぐ下まで干潟が迫り、満潮時に海水が城を取り囲む様子が「巴文（ともえもん）」に似ていることから、巴江城とも呼ばれる。城は、本丸・二の丸・三の丸・出曲輪、藤田丸があり、天守閣は無かった。1547年今川義元へ人質として送られる松平竹千代（のちの徳川家康）を戸田氏が奪い織田信長に送ったため、今川義元に攻められ落城。今川氏・戸田氏による短い支配を経て1664年（寛文4年）、城主は三宅氏に代わり、明治維新まで12代約200年続いた。現在、本丸には藩主三宅康貞と児島高徳をまつる巴江神社、二の丸には田原市博物館・二の丸櫓（再建）、三の丸には、護国神社、出曲輪には崋山会館と崋山神社が建設されている。なお、東京都千代田区にあって、国立劇場や最高裁判所の所在地として知られる「三宅坂」の地名は、江戸時代に田原城主・三宅氏の上屋敷があったことに由来する。
池ノ原公園（市指定史跡）

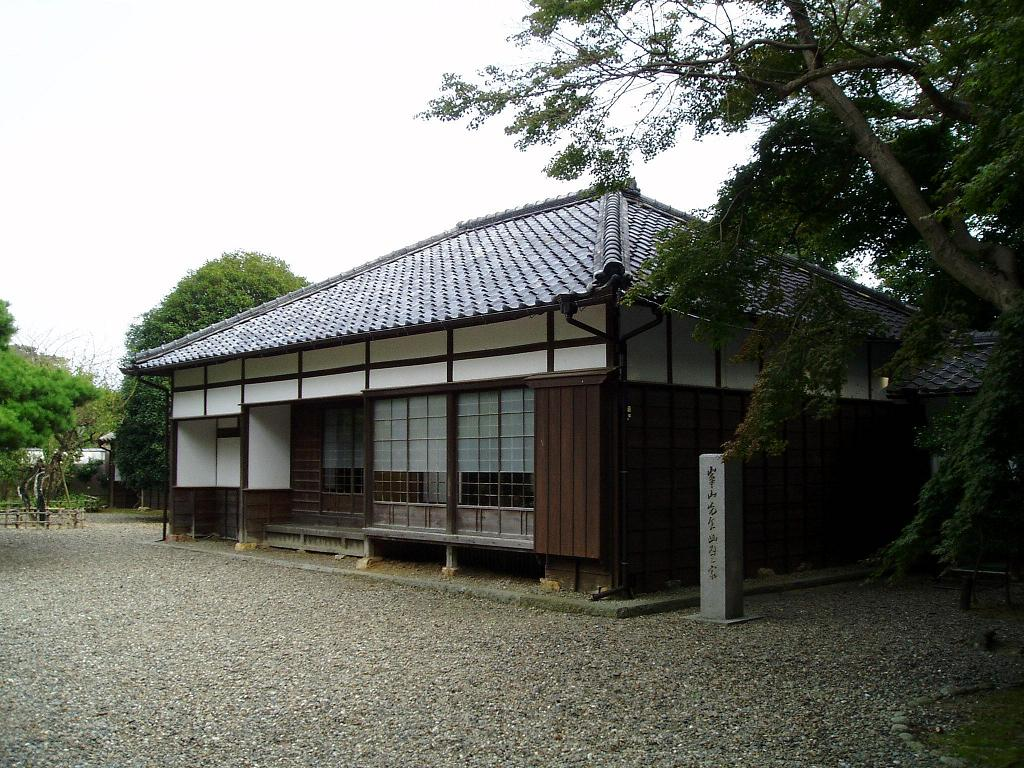
池ノ原公園崋山幽居跡

幕末の蘭学者・画家・政治家として活躍した渡辺崋山が晩年を過ごし、49歳で自ら果てた屋敷跡。1793年（寛政5年）に江戸の田原藩上屋敷で生まれた崋山は、幼少のころから学問や絵に親しみ、40歳で藩の家老職に就いてからは田原藩の繁栄に貢献した。天保の飢饉の際に「報民倉」を設け、一人の餓死者も出さなかったことは有名である。沿海防衛と日本開明のために高野長英らと共に外国事情を研究し、鎖国攘夷の幕府を『慎機論』『鴃舌惑問（げきぜつわくもん）』などを記して批判した。1839年（天保10年）蘭学者弾圧の蛮社の獄によって入牢し、国元の田原で蟄居を命ぜられたが、藩に災いが及ぶのを恐れ自刃した。池ノ原公園内には崋山の幽居跡や銅像、オブジェなどがあり、また公園の一角にある「池ノ原会館」は、茶道・華道・俳句などの文化活動に利用される。
伊良湖射場
1901年（明治34年）、日本陸軍の大砲の実射試験場として、小中山町から西山地区に設置された施設。正式名称は「陸軍字術研究所伊良湖試験場」で、大砲・弾丸の研究や効力実験、弾道研究、採用検査などが行われた。陸軍が使用する大砲や弾薬のほとんどがここで試験検査を受け、戦地へ配備された。1905年（明治38年）には、その用地拡大のため伊良湖集落全村が現在の場所への移転を余儀なくされ、伊良湖神社もこのとき宮山から骨山の中腹に移された。2005年（平成17年）、移転100周年を記念して、「願はしきものは平和なり」と刻まれた伊良湖集落移転記念碑が建てられた。

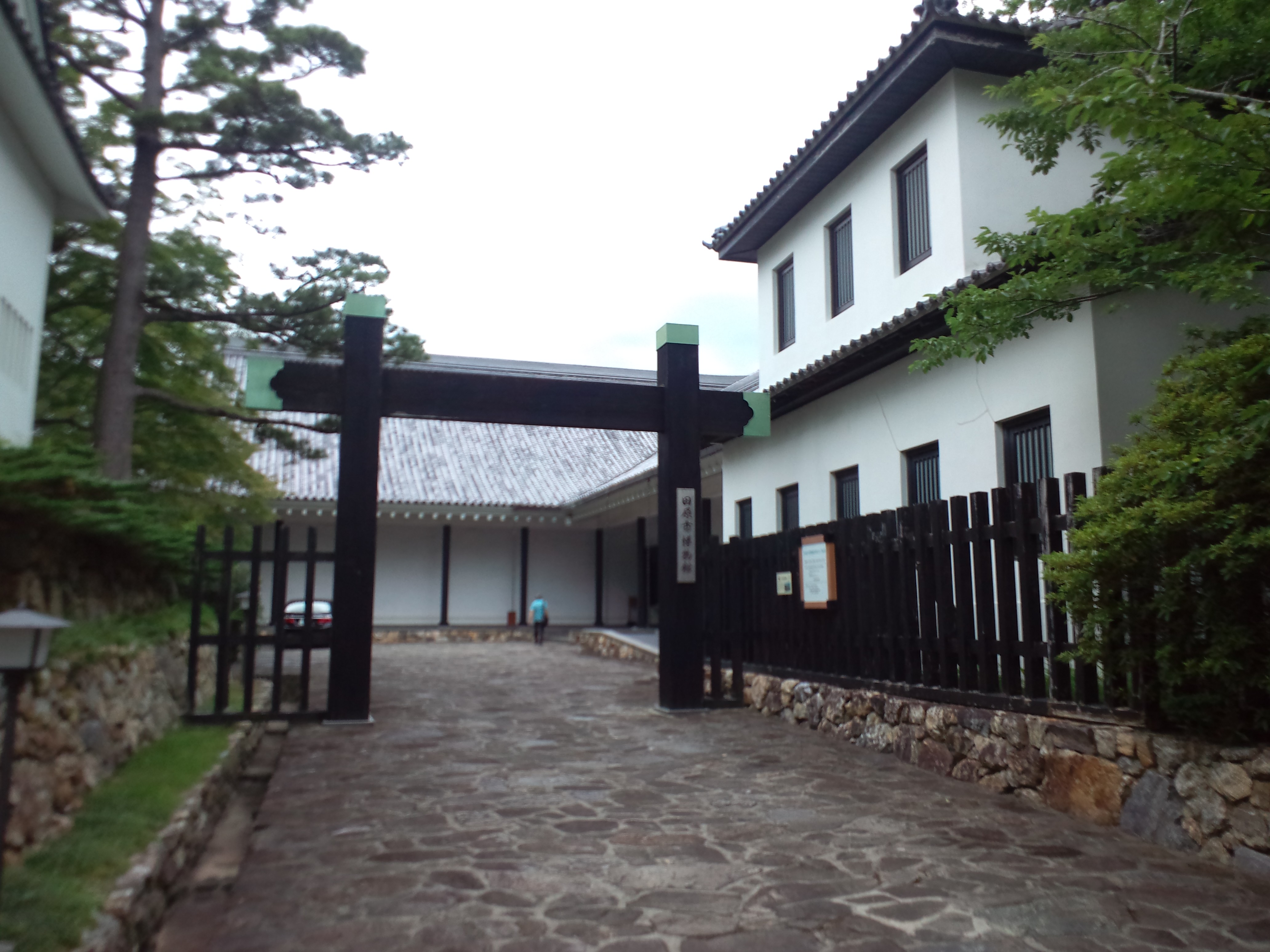
田原市博物館
田原城二ノ丸跡に建てられた博物館。渡辺崋山や田原藩に関する作品・資料が多数展示され、学習の場・レクリエーションの場として、田原の歴史を紹介するシンボルとなっている。博物館入口の正面にある二ノ丸櫓では、吉胡貝塚、山崎遺跡、渥美古窯などの考古学資料や田原城関係の資料が展示されている。また、隣接する田原市民俗資料館では、江戸時代以降の庶民の暮らしを中心にした歴史、民俗、生活工芸資料などが展示されている。

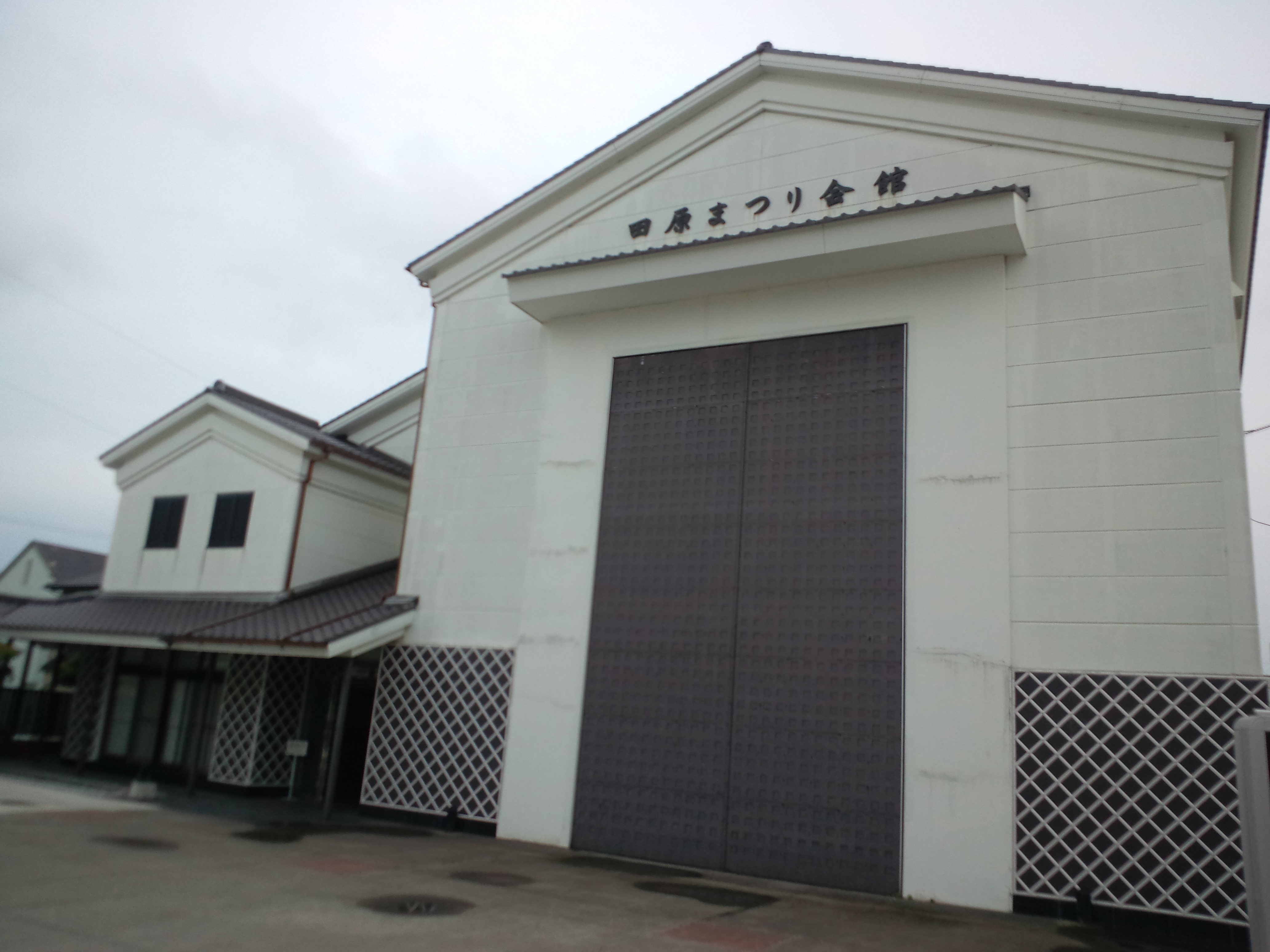
田原まつり会館
田原の城下町文化を伝える山車や、市の無形民俗文化財の田原凧などを中心に、田原市の主なまつりの情景を再現・紹介する施設。田原祭りで披露される3輌のからくり山車のうち、2輌が常時展示されている。凧祭りに関する資料では、6.55×3.66メートルの大凧「熊金」をはじめ、武者絵・歌舞伎絵などが描かれた初凧や、けんか凧合戦の様子を表したジオラマなどを見学することができる。けんか凧のうなり骨（凧上部の竹でできた骨）を実際に手に取って振り回し、うなり音を出したり、凧糸の製作過程や、糸につけるナンキン（ガラスの粉末）がつくられる様子を見学できるコーナーも備えている。その他、展示品や資料、説明パネルで祭の歴史も紹介している。
田原のからくり山車
田原祭りの主役となる山車は3輌あり、新町（「應神天皇車」）・本町（「神功皇后車」）・萱町（「総代車」）が一輌ずつ保有している。田原の山車は、1757年（宝暦7年）8月に当時の本町内の上り町・横町・中町が申し合わせ、合同で田原藩の浅黄無紋の横幕・天幕を借用し車を仕立てたことが始まりと言われる。山車の種類は二層唐破風屋形（にそうからはふやかた）四輪の名古屋型と呼ばれる。これらのからくり山車は、1988年（昭和63年）田原市の有形民俗文化財に指定され、3輌のうち2輌が常時田原祭り会館に展示されている。
万葉の歌碑
『万葉集』巻1に、天武朝（7世紀後半）の皇族麻績王（おみのおおきみ）が罪を犯して伊良湖に流されたとき、土地の人々が気の毒に思って
「打麻を麻績王海人なれや伊良虞の島の玉藻刈ります」（麻績王は漁師なのか、漁師でないのに伊良湖の島の海藻を刈っておられる。おいたわしいことだ。）
と詠んだのに、麻績王が感傷して
「うつせみの命を惜しみ浪にぬれ伊良虞の島の玉藻刈り食す」（この命が惜しさに私は波にぬれて、この伊良湖の島の海藻を刈って食べているのです）
とこたえられた歌が載っている。都を追われさすらいの身となった麻績王の嘆きと、それを憐れむ里人の思いやりが潮騒の岬にふさわしい風情を奏でる、万葉集の名歌と言われている。現在伊良湖岬灯台の近くに「うつせみの」の歌碑が建立されている。
椰子の実記念碑
明治時代に民俗学者の柳田國男が伊良湖に滞在した際拾った椰子の実の話を、親友の島崎藤村に語ったところ、それが素材となって椰子の実の抒情詩「名も知らぬ遠き島より流れよる椰子の実ひとつ…」が生まれた、という逸話を綴った記念碑。藤村の「椰子の実」は、1936年（昭和11年）、NHKの国民歌謡（作曲・大仲寅二、唄・東海林太郎）として全国放送され有名となった。のちに柳田國男は、『故郷七十年拾遺』の中で、
「僕が二十一の頃だったか（中略）少し身体を悪くして三河に行って、渥美半島の突っ端の伊良湖に1ヶ月静養していたことがある。海岸を散策すると、椰子の実が流れて来るのを見つけることがある。（中略）東京へ帰ってから、そのころ島崎藤村が近所に住んでいたものだから、帰って来るなり直ぐわたしはその話をした。そしたら、「君、その話を僕に呉れ給えよ、誰にも云わずに呉れ給え」いうことになった。（中略）するとそれが、非常に吟じやすい歌になって、島崎君の新体詩というと、必ずそれが人の口の端に上るというようなことになってしまった」
と、当時の事情を明かしている。1961年（昭和36年）、旧渥美町の文化協会によって日出園地に「椰子の実」の詩碑が建てられた。そして1996年（平成8年）、大中寅二生誕100周年および「椰子の実」作曲60周年を記念して、藤村の詩碑と向かい合う形で大中寅二の「作曲記念碑」が建てられた。
糟谷磯丸（かすやいそまる）
「無筆の歌よみ」として知られる江戸時代末期の漁夫歌人。渥美半島の先端の村、現在の伊良湖町の貧しい漁師の家の長男として生まれた。31歳で父を亡くし、母も長い間病気で、30歳を過ぎるまで読み書きができなかった。しかし、母の病気全快を願い、伊良湖神社に日参するうちに参詣人の詠む和歌の不思議な響きに魅せられ、35歳にして歌の道を志した。磯丸の歌は素直で分かりやすく、“無造作の中に真がこもっている” として庶民の間でもてはやされた。なかでも「まじない歌」は有名で、磯丸に歌を詠んでもらうと願いがかなうという噂が広まり、家内安全・恋愛成就など人々の求めに応じ多くの歌を詠んでいる。恋路ヶ浜から伊良湖岬灯台まで続く遊歩道には磯丸が詠んだこれらの歌の歌碑が数多く建立されている。磯丸は1848年（嘉永元年）、生まれた日と同じ5月3日に85歳で世を去ったが、その死後、磯丸を慕う人々によって「磯丸霊神」の名を与えられ、神様としてまつられた。磯丸の生家に建てられた「磯丸霊神祠」は現在、「糟谷磯丸旧里」と刻まれた石碑と共に伊良湖神社境内に安置されている。

## 産業
渥美半島は、沖合に流れる暖流（黒潮）の影響で冬でも温暖な気候に恵まれ、平均気温が高く、日照時間・快晴日数は全国トップクラスと、農業に適した地理条件を持つ。特に豊川用水が完成してからは、農業が大きく発展し、日本有数の花と野菜の産地となった。工業においては、1967年（昭和42年）からの臨海工業地帯の造成および企業誘致により、トヨタ自動車田原工場をはじめとする多数の企業が進出した。2011年（平成23年）現在、全国一の製造業出荷額を誇る愛知県において、田原市は県内4位の出荷額を占める。さらに、三方を海に囲まれていることから、アサリやのり、鮮魚などの漁業も盛んである。2005年（平成17年）の統計によると、田原市の第一次産業従業者の割合は33.3％で全国最高であり、完全失業率は全国最低の2.39％となっている。
田原市の農業
1968年（昭和43年）の豊川用水の全面通水以降、田原市では農業生産が大規模化し、全国有数の先進農業地帯となっている。特に電照菊を中心とした施設園芸は全国的に有名であり、花きの産出額は354億円と、全産出額の半分近くを占める。さらに、2006年（平成18年）の田原市の農業産出額は724億4千万円で、これも全国1位となっている。農家一戸あたりの生産農業所得は580万円で、愛知県内1位である。なお、農業産出額や生産農業所得に関する市町村別のデータは、調査方法等の変更により、「平成18年生産農業所得総計」を最後に公表されていない。

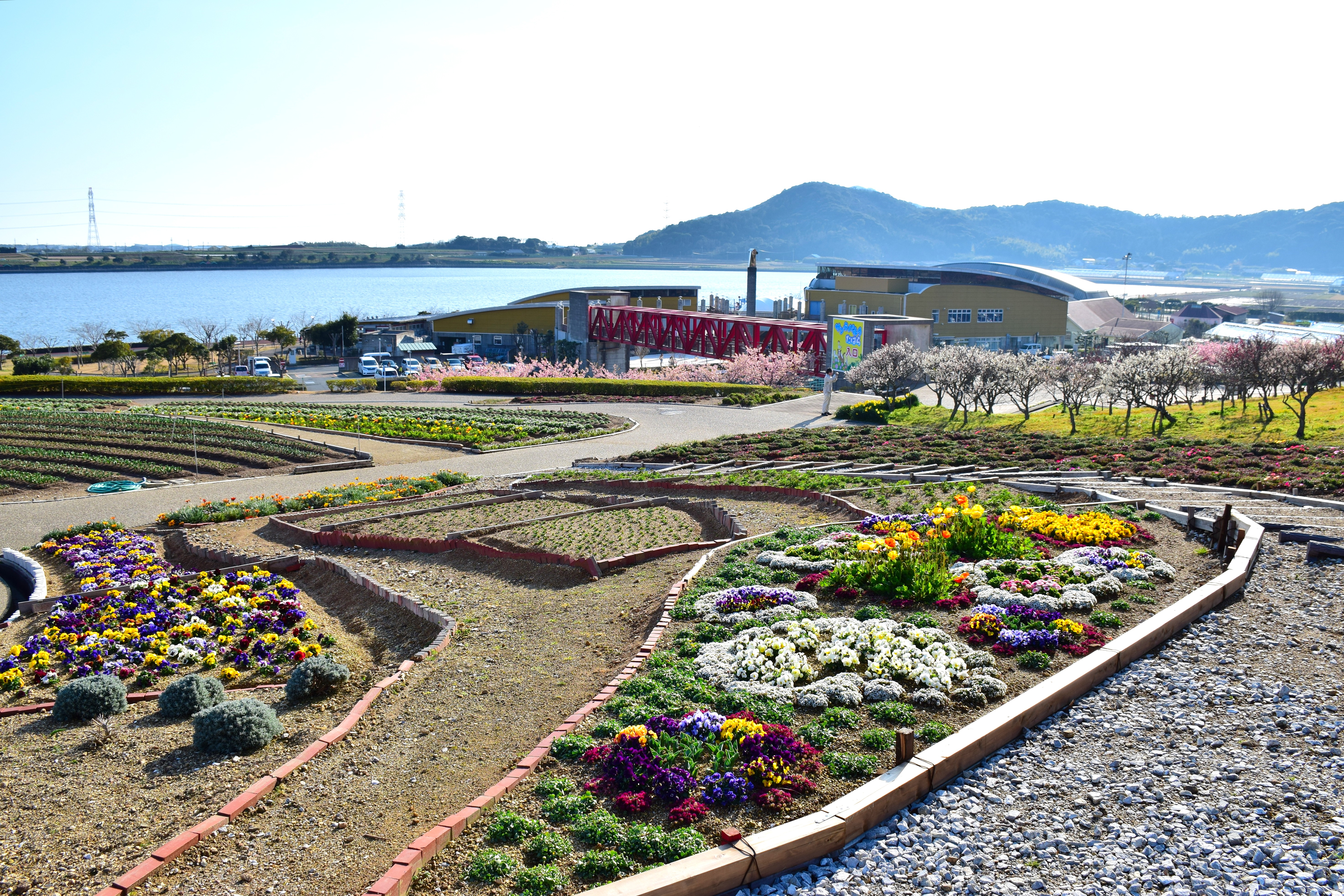
サンテパルクたはら
日本一の農業産出額を誇る田原市において、1995年（平成7年）に芦ヶ池のほとりに開設された農業体験型公園。正式名称は「田原市芦ヶ池農業公園」であり、公募により決定されたサンテパルクの愛称は、フランス語で健康（サンテ）・公園（パルク）を意味する。三河湾地域リゾート整備構想の重点整備地区にあって、魅力ある農業・農村を創造するための拠点として計画された。その具体的な目的は、
1. 都市と農村の交流の場を作る
2. 地域農業者の技術・情報・研修の場を作る
3. 新たな地域産業・地域農畜産品を振興する
4. 安らぎのある健康的な農村環境をつくる

ことである。公園内には、農林漁業体験実習館をはじめ、ウィンナー・アイスクリームなどの手作り体験ができる体験工房、地元の農畜産物の直売所、野菜をかたどった遊具が並ぶ野菜の遊園地、小動物園、田原市で採れた野菜を使ったレストランなども整備されている。

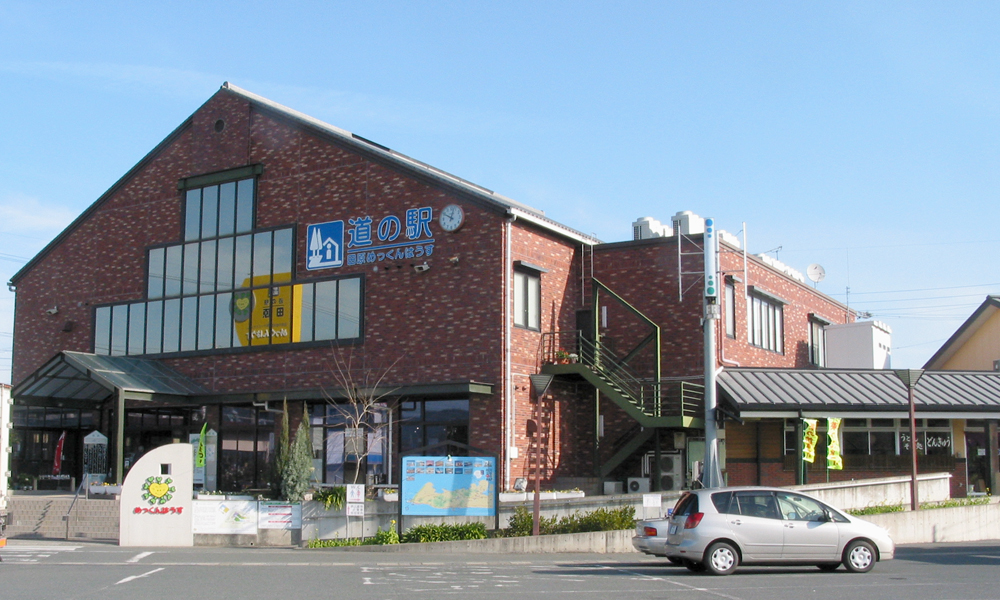
道の駅 田原めっくんはうす
渥美半島の観光と産業の情報サービスステーションとして1992年（平成4年）にオープンした道の駅。「めっくんはうす」とは、花の芽・野菜の芽・文化の芽・産業の芽など、発展し成長する元気な「芽」を象徴するキャラクター「めっくん」が、これらの芽を発展させる「家（ハウス）」としてこの名がついた。渥美半島の観光情報拠点として、フェリーの運航状況やメロン狩り、イチゴ狩りといった観光情報を提供する案内所や、田原の観光・文化を大型マルチスクリーンで紹介するマルチビジョンが設置されている。また、渥美半島の特産品・土産物の販売コーナーでは、高級マスクメロンに加え、地元で採れた野菜を値打ち価格で販売している。地元の食材を使ったレストランもある。

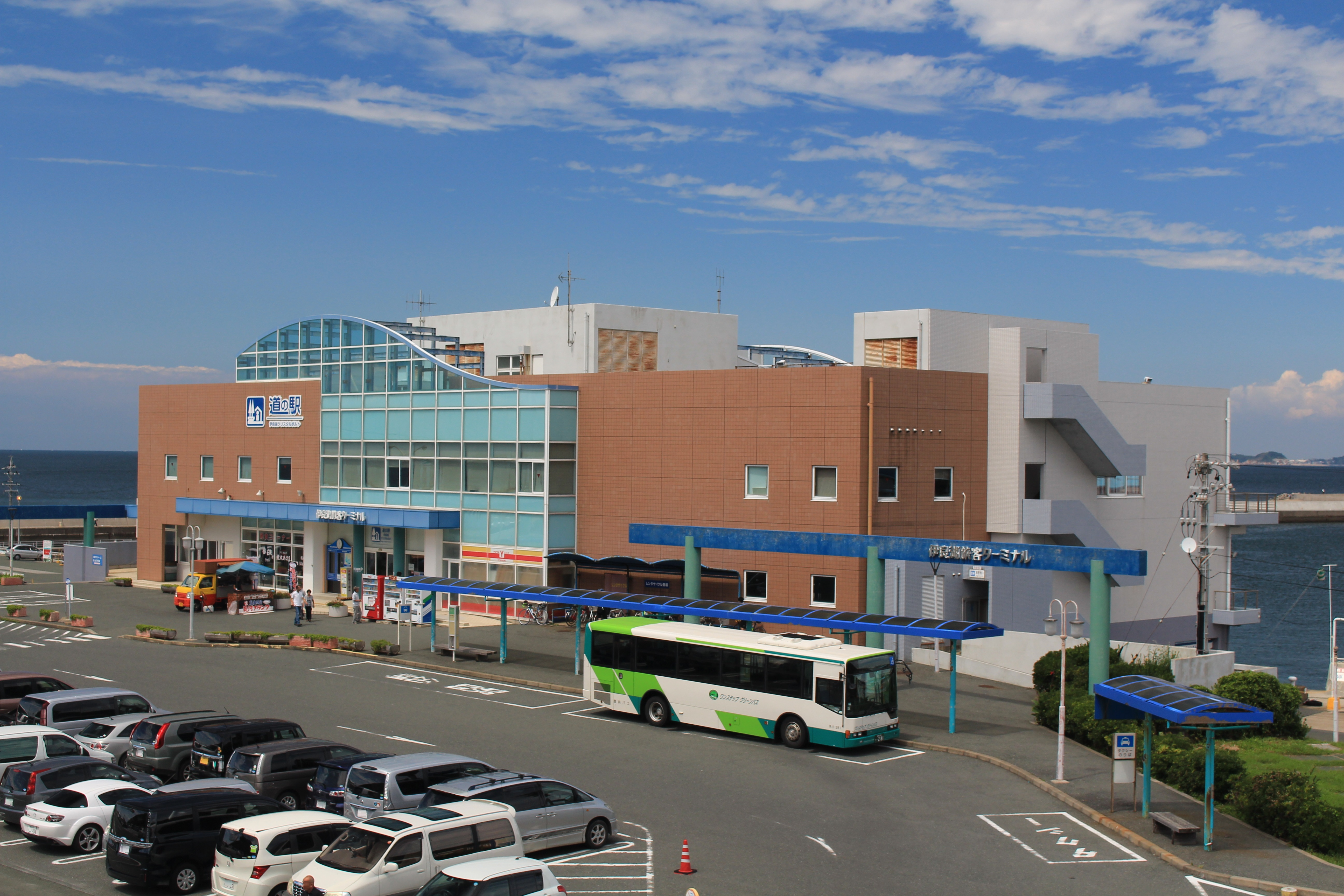
道の駅 伊良湖クリスタルポルト
愛知県および近隣のリゾート圏における海陸交通の拠点として1970年（昭和45年）に完成した。渥美半島の先端にあり、三重の鳥羽市や知多半島などと伊良湖岬を結ぶフェリーの発着場としても機能している。建設当時は2階建てで、1階には待合所や出改札所、食堂などがあり、2階はこの地方の自然や文化に関する資料が展示され、伊良湖自然科学博物館となっていた。1994年（平成6年）の全面改装の際に道の駅認定を受け、現在3階建ての施設内にはメロンや野菜、海鮮などの直売所のほか、名物料理の大アサリや伊良湖ラーメンなどが味わえる食事処もある。
道の駅 あかばねロコステーション

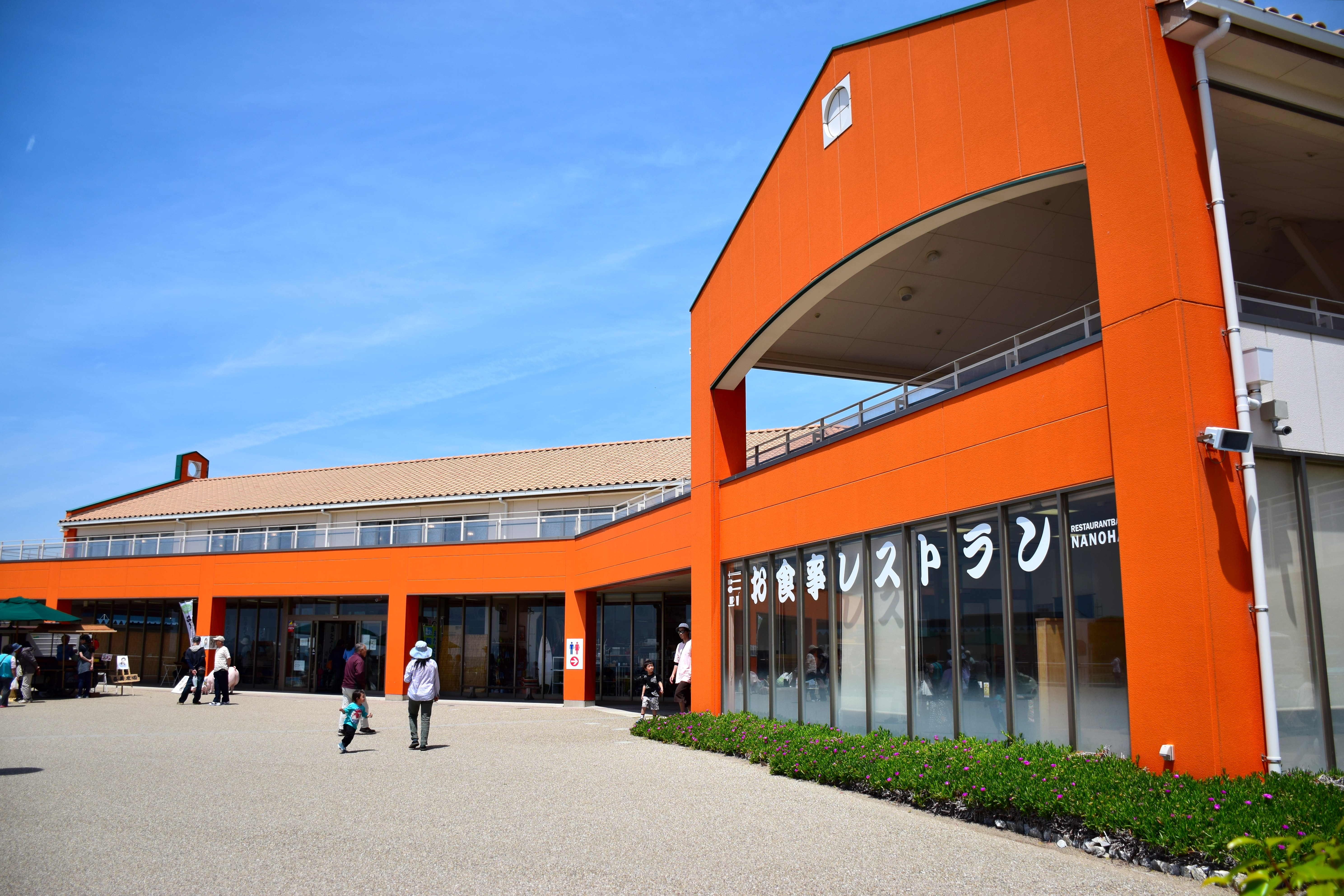
道の駅あかばねロコステーション

全国有数のサーフィンスポットでもある赤羽根海岸の前に立つ道の駅。2009年（平成21年）3月にオープンした。展望デッキからは太平洋を一望できるほか、道の駅内にプロサーファーが経営するサーフショップなどがある。毎日開催される「ふれあいマーケット」では、地元農家が作った野菜や花を安価で販売しており、レストランでは海を見ながらの食事も楽しむことができる。
風力発電風車群
年間を通じて半島特有の強い風が吹く田原市は、風力発電施設を設置するのに適した地域であり、「たはらエコ・ガーデンシティ構想」の一環としても、風力発電の利用が推進されている。2002年（平成14年）から稼働している蔵王山展望台の風力発電設備は、年間平均風速8.3m/秒、年間設備利用率35％と、国内トップクラスの運転を続けている。さらに、2005年（平成17年）に民間企業により設置された田原臨海風力発電所では、2,000キロワット級の風力発電機11基が三河湾に面して並び、湾岸部としては国内最大級のウィンドファームを形成している。
豊川用水
豊川下流域の丘陵台地と渥美半島、静岡県湖西地方の一部に農業用水を供給するとともに、豊橋市をはじめ東三河地域の諸都市に水道用水と工業用水を供給するために建設された総合利水施設。乏水性の洪積地帯が広く展開する東三河地域は、気候条件・農業立地条件に恵まれながら、用水不足のためしばしば干害に苦しみ、また未利用のまま放置されてきた場所も多かった。1921年（大正10年）、現在の田原市高松町出身の近藤寿市郎によって用水建設が提案された。豊川用水は、1949年（昭和24年）、宇連ダムをつくる工事から始まり、19年の月日を経て1968年（昭和43年）に完成した。総工費488億円。以後この地方の農業は大きく発展し、東三河は日本を代表する農業地帯となった。

## 催事・祭事
渥美半島には、古くから伝わる、五穀豊穣・豊漁などを祈願する祭りのほか、花をテーマとした催し事が一年を通して開催される。これらのまつりでは、渥美半島の先人たちの生活の息吹を感じ、現代に伝わるその風習を垣間見ることができる。
渥美半島菜の花まつり（1月上旬〜3月下旬）

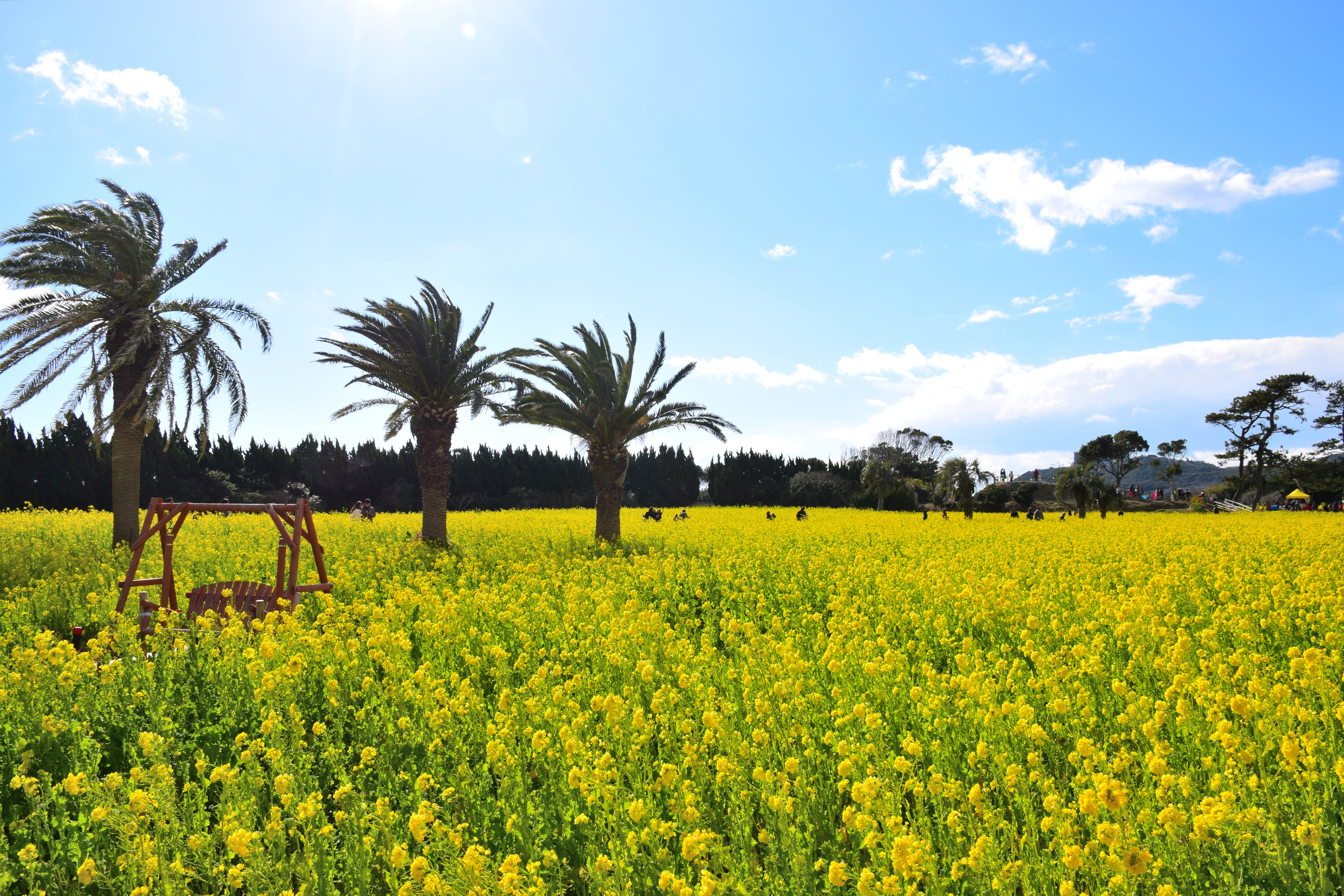
渥美半島菜の花まつり

渥美半島では1977年（昭和52年）から菜の花の栽培が始まり、1997年（平成9年）に第1回菜の花まつりが開催された。メイン会場の「伊良湖菜の花ガーデン」では、巨大菜の花迷路や菜の花狩りのほか、菜の花を使ったグルメや地本特産品の販売などがある。品種は、黒川寒咲ちりめんと尾張寒咲ちりめん等の5種類があり、遺伝子組み換えの無い種をまいているので食用にも適する。田原市内では約20ヘクタール、1,200万本の菜の花が咲き、渥美半島に一足早く春の訪れを告げる。
おたがまつり（3月の第2日曜日）
六連町の長仙寺で開催される。1834年（天保5年）に近江の多賀神社から、境内西の阿弥陀堂に分霊を迎えたことに始まる多賀壽命尊の祭礼である。漁師たちの奇祭として知られ、祭りの当日は朝から多くの参拝者でにぎわいを見せる。祭りの中心となるのは「玉取り」で、表浜の漁師たちが網子連となって、網の命運をかけて直径5センチメートルの糸毬を奪い合う。玉を取った網子連は、神仏の加護により海上安全と大漁の祈願を成就させてもらえるという。
御衣祭（おんぞまつり）（4月の第3日曜日）
伊良湖の伊良湖神社で開催される。神輿渡りの神事のほか、100を超える露店が参道に並び、漁夫歌人・糟谷磯丸の供養祭などもあわせて行われる。伊良湖神社はかつて、伊勢神宮に納められる生糸を一時仮納する場所であり、糸はその後「お糸船」で伊勢まで運ばれた。江戸時代の中頃、「お糸船」の港は吉田（現在の豊橋市）に移されたが、それ以降も伊良湖神社で祭事のみが行われている。祭りの当日には地元の人々が針やはさみを手にしない習わしがある。
田原凧祭り（5月の第4土・日曜日）
江戸時代から続く伝統の祭りで、1日目の「初凧」と2日目の「けんか凧合戦」からなる。初凧は、江戸時代初期、男の子が生まれた翌年の端午の節句に親戚などから贈られた祝い凧を揚げ、その子の健やかな成長と家紋繁栄を願ったのが始まりである。現在は田原凧祭りの初日に「初凧祈願祭」として開催され、武者絵・歌舞伎絵などが描かれた華やかな初凧が空を舞う。翌日行われる「けんか凧合戦」では、赤組・青組に分かれた約40のチームが独自の凧印を描いたけんか凧を空高く揚げ、互いの凧糸を切りあう。糸を絡ませあい、切りあうために凧糸にはナンキン（ガラスの粉末）を付けている。田原凧の特徴は、横長で、縦に2本、つり合いを調整するための糸目がつけられていることで、この一見不安定な構造が、田原凧の縦横無尽な動きを可能にしている。田原凧けんか凧合戦・初凧は、1993年（平成5年）9月22日に田原市の無形民俗文化財に指定された。
龍宮まつり（8月15日）
白谷海水浴場で行われる。海岸に高さ80センチメートルの砂の亀を作り、祭壇を整え、八大龍王神に海の安全と大漁を祈願する。砂浜での祈願の後は、浦島太郎に扮した小学生が張りぼての海亀に乗り、大漁旗を掲げた漁船に囲まれて沖に向かう。浦島太郎役の少年が湾内を三周して供物を海中にしずめ、神酒を供えて浜に帰ると、地元の子供たちによる浦島太郎の寸劇が披露される。龍宮まつりは、江戸末期に始まった竜神祭が起源とされ、1942年（昭和17年）に戦争で中断したものの、1969年（昭和44年）に復活して今日に至る。
田原祭り（9月中旬の土・日曜日）
江戸時代、熊野神社の祭礼として始まった祭りで、明治時代より現在の姿になった。昼はからくり山車やおはやし、町の神輿が田原の城下町を練り歩き、夜は子供が手おどりを舞う夜山車や打ち上げ・手筒・仕掛け花火あわせて約4,000発などが披露される。田原では昔から、神は天から降りてくるもの・遠い海の彼方から渡ってくるものと考えられていたため、高い樹木や海辺の岩などが神のやどる神聖な物/場所、依代（よりしろ）と呼ばれていた。そこから、笠をかぶりその上に鉾（ほこ）をつけた人工的な依代が祭りに使われたことが、田原祭りにおける山車の始まりとされる。山車とからくり人形は1988年（昭和63年）に田原市の有形民俗文化財に指定された。
かあか祭（10月中旬の土・日曜日）
小中山町の氏神である六所神社を中心に開催される。「かあか」とはこの祭りに参加する子供たちが唱える言葉からとった俗称で、正式には「御祭宵宮の通夜」という。6歳から15歳までの男の子が六所神社の参道の両側に並んで座り、「パイ」と呼ばれる木の棒で板の太鼓をたたきながら「オタヨーノ、タヨタヨ、氏神さんにもお白餅食いたい。カアー、カア。いくよなくなるよな、オタヨーノ、タヨタヨ」と繰り返す。参詣する人々は、米の粉を練り混ぜて作った白餅を子供たちに配り、五穀豊穣、家内安全を祈願する。かあか祭の起源や由来の詳細は不明であるが、かつてこの地を訪れた高貴な方が病に倒れ、それを知った村人が薬用にと白餅を献上したことに始まると言われている。
ごせんだら祭（大晦日の除夜〜元旦）
新しい年の豊漁と無病息災を願って、伊良湖神社で行われる火祭りである。カツオを乾かして俵に詰めたもの（肥料）が5千俵（多く）取れることを願いこの名がつけられた。はっぴ・はちまき姿の子供たちが「ヨーイヤッサ、ヤッサ、ヤッサ」と声をかけながら村中を回り、十字路にさしかかると綱を引き、大漁袋をころがすまねをしながら、伊良湖神社境内へ集合する。そして、若者たちによって火打石から火が起こされ、たいまつに火がつけられる。やがて、石段を上り、本殿の燈籠に御明かりが移されて神事が始まる。一方、拝殿前の広場に祠形に組まれた松の大割り木に火が移されると、参詣者たちが競って火の粉を浴び、1年の息災を神仏に祈る。

## 体験・学習
渥美半島では、その豊富な農林水産資源や美しい景観を活かした体験型の施設が数多く存在し、食育や地域活性化にむけての中心的な役割を果たしている。
いちご狩り（12月上旬〜5月末）
半島内10カ所ほどの観光農園にて行われる。田原市内のいちご農園は水耕栽培と土壌栽培の両方があり、土壌栽培は「電解水」と「植物酵素」を使用して農薬を減らす工夫をしている一方、水耕栽培はハウスを清潔に保つ効用があるという。いちごは、抵抗力を高めたり、疲労回復などに効果があるビタミンCを、レモンの約2倍含んでいる。
メロン狩り（4月下旬〜10月中旬）
温暖な渥美半島は全国屈指のマスクメロンの産地である。都市部で買うよりも値打ちにメロンが味わえるとあって、シーズン中のメロン狩り農園はにぎわいを見せる。温室の中でメロンの収穫体験や、プロが事前に収穫した完熟メロンの食べ放題ができ、コースや農園によって値段が異なる。
潮干狩り（2月下旬〜6月下旬）
三河湾に面した小中山と白谷浅海干潟で行われる。潮の干満が最も大きくなる春から夏の、大潮の日が適期とされる。渥美半島と知多半島に抱かれた三河湾は、太平洋から良質なプランクトンを含む海流が流れ込み、2本の河川の水と混ざって良質な漁場を形成している。全国有数の漁獲量を誇る渥美半島のアサリは、1年に2回排卵するため、天然ものが豊富に採れる。貝にはカルシウムや増血作用のある鉄分などのミネラル、ビタミンB12のほか、血中コレステロールを下げる働きをもつアミノ酸（タウリン）が豊富に含まれている。
渥美サイクリングロード
自転車専用道と国道42号重複区間によって構成されるサイクリングロード。共用している区間は、渥美ルート約10.2キロメートル、赤羽根ルート約4.3キロメートル、豊橋ルート約4.9キロメートルの合計約19.4キロメートルで、国道42号重複区間を含めると41.1キロメートルになる。渥美ルートは1986年（昭和61年）開通。美観性に優れていることから1987年（昭和62年）に「日本の道100選」に選ばれた。1時間300円・1日900円のレンタサイクル受付所が、道の駅伊良湖クリスタルポルト、伊良湖ビューホテル、伊良湖シーパーク&スパ、休暇村伊良湖（各受付所で自転車の乗り捨てが可能）にある。サイクリングロード沿いには、恋路ヶ浜や日出の石門、片浜十三里などの景勝地が連なる。

## 特産品
マスクメロン（露地：5月中旬〜7月中旬/ 温室：6月中旬〜10月）
愛知県下でのマスクメロンの栽培は1907年（明治40年）に豊橋市で始まったとされる。渥美半島では温暖な気候を最大限に利用した、ガラス温室でのメロン栽培が盛んである。徹底した温度と湿度、水の管理を行って栽培する温室メロンだが、その実は一本の樹に一個だけ残し、他はすべて摘み取る。これは、一個の実に光合成で作られる糖分を集中させるためである。マスクメロンの他にも「タカミ」「クレオパトラ」「イエローキング」「ホームラン」などの様々な品種が、露地畑やビニールハウスなどで栽培されており、高級フルーツとして人気の高い果物である。田原市内各所にはメロン狩りを体験できる農園もある。
キャベツ（10月下旬〜6月中旬）
秋から春までの寒暖の差が大きく、からっ風と呼ばれる北風が吹く渥美半島は、キャベツの栽培に適するといわれる。強い風が冬場の霜を防ぎ、甘みの強いキャベツの生産を可能にする。昭和の初めから栽培されており、1968年（昭和43年）の豊川用水の全面通水を契機に栽培面積が増加した。田原市のキャベツ産出額は、全国一のキャベツ生産地である愛知県内で第1位、全国では市町村別で第3位となっている。近年は消費者の意向を反映するため、「エコファーマー」の認定を取得する生産農家も多く、減農薬や減化学肥料への取り組みを行うなど、環境に配慮したキャベツ生産に取り組んでいる。また、キャベツは美容や風邪の予防に効果のあるビタミンCを豊富に含んでいるほか、一般に「キャベジン」の名で知られるビタミンUを多く含み、胃腸の働きを整えたり丈夫にする効能がある。
電照菊（通年）

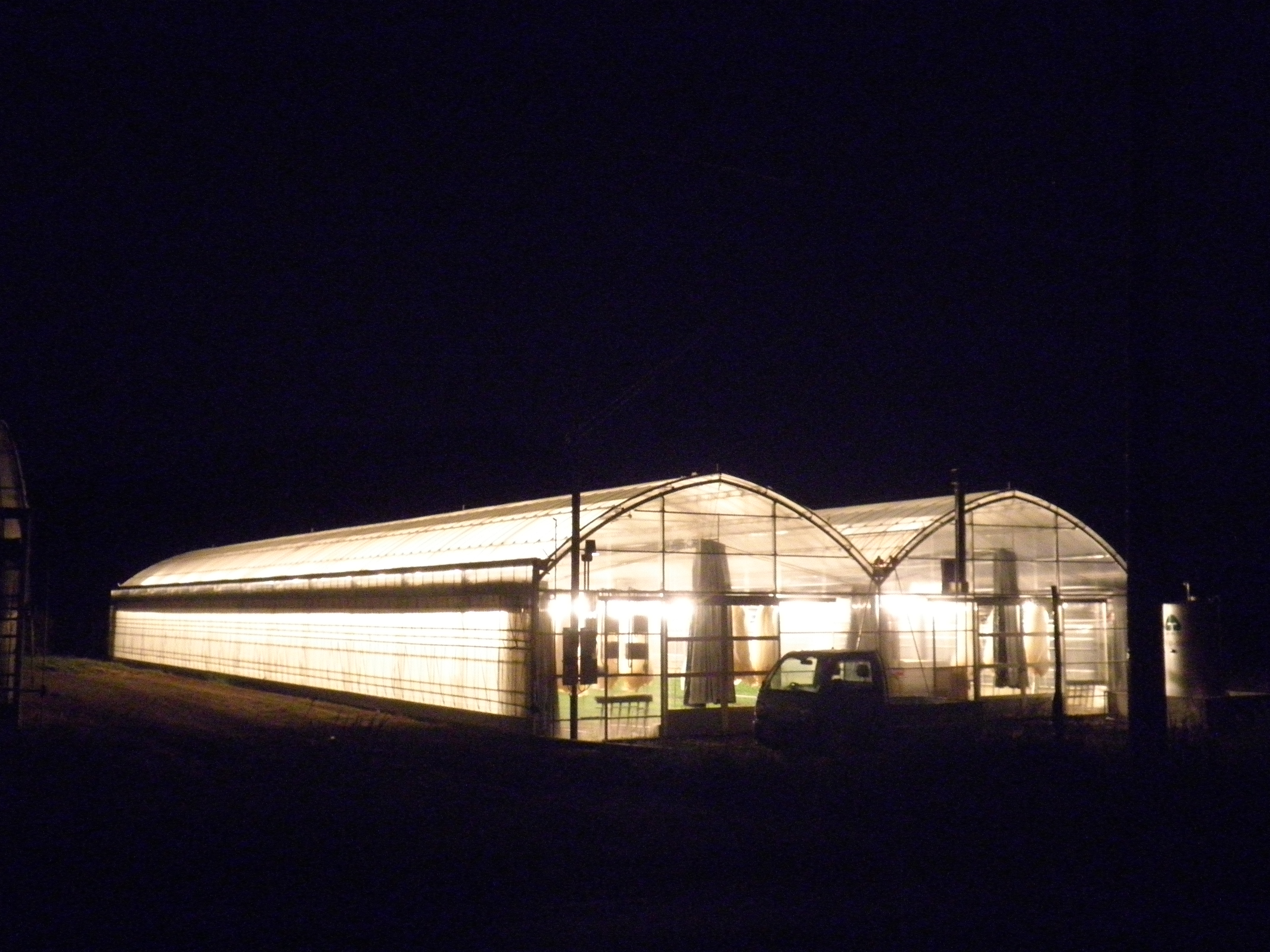
赤羽根町の電照菊ハウス

渥美半島の電照菊は、小久保英男が1949年（昭和24年）に試作に成功して以来、急速に普及した。秋菊は、秋になって日照時間が短くなると花芽が付き、つぼみがふくらんで開花するため、自然の状態では開花の時期が限定される。電照菊栽培では、これを長日処理（夜間電灯照明をし夜間の時間を短くする）して菊の開花時期を遅らせることにより、需要が最も多い正月から彼岸の間に花を出荷することを可能にした。現在では技術の向上により、一年中栽培・出荷されている。また、愛知県の菊の出荷量は全国第1位、その半分以上が電照菊で、渥美半島が主要産地となっている。
大あさり（通年）
縄文時代から続く豊かな水産資源で知られる「日本一の貝の半島」、渥美半島で水揚げされる大粒のアサリは、10センチメートル前後の大きさになる二枚貝で、貝殻が厚くてかたいのが特徴である。正式名称はウチムラサキといい、その名の通り貝の内側は紫色になっている。大アサリは身が肥えてくる春先が旬で、伊良湖岬周辺や恋路ヶ浜では、とれたての大アサリを直火で焼いて提供する店が数多くある。また、名古屋や東京などの消費地へも出荷される。
あさりせんべい <渥美半島たはらブランド>
馬鈴薯でんぷんの生地に大粒のアサリを丸ごと一粒のせて焼き上げた渥美半島の郷土銘菓。生地には地元三河湾のイカのすり身と、アサリのゆで汁を混ぜており、潮の風味豊かなせんべいである。「菓子蔵 関」によって生産されるあさりせんべいは、数多くの賞を獲得しており、近年では「第24回全国菓子博覧会 名誉総裁賞」や「第43回全国推奨観光土産審査会 全国観光土産品連盟会長賞」などを受賞した。“軽い口当たりと塩味がビールのおつまみに相性抜群” との定評がある。
岩ガキ（初夏〜秋口）
岩ガキはイタボガキ科の二枚貝の総称。磯の風味とクリーミーな味わいで「海のミルク」とも呼ばれる。太平洋の岩場で、15〜20センチメートルほどまでに成長し、岩のようなゴツゴツとした見た目にもかかわらず中は純白である。「舌」と呼ばれる鮮やかなオレンジ色の部分は、カロチン（ビタミンA）を多く含んでおり、がん予防や皮膚・粘膜・骨・歯を丈夫にする効果があるという。夏が旬の天然岩ガキは、田原市内各地の料理店で食べることができ、味はやや繊細なのか特徴である。レモンを絞り生のまま食べたり、フライにして食べたりすることができる。
釜揚げしらす
赤羽根港に水揚げされた、新鮮なマイワシ・カタクチイワシの稚魚を塩ゆでしてから乾燥したもの。遠州灘の東端から西端・伊良湖岬に続く海岸線を通る黒潮は流れが速く水もきれいで、「清海水」と呼ばれている。赤羽根港近海でとれるこの潮の流れに揉まれたシラスは、渥美半島を代表する特産品の一つである。なお、ゆで干ししたシラスのうち、生乾きのものを釜揚げ、完全に干したものをちりめんじゃこという。
渥美半島のブランド牛肉
田原市では「田原牛」「あつみ牛」「暖か渥美の伊良湖常春ビーフ」の3つのブランド牛肉を生産している。「田原牛」「あつみ牛」は、10戸前後の農家の間でそれぞれ専用の飼料を統一して使用し、肥育した交雑種である。田原牛は遺伝子組み換えのないトウモロコシと大豆粕を使用した配合飼料を与えていて、年間800頭ほどが出荷される。あつみ牛は12戸の農家で約3,800頭が生産され、“口の中でとろける旨味と、こくのある深い味わいのお肉” としてあらゆる牛肉料理に適するという。一方、「暖か渥美の伊良湖常春ビーフ」は、ホルスタイン種の雄を大きく肥育 したもので、外国産牛肉と比べると味わい深く柔らかいため、バーベキューなどに適するといわれる。

## まちおこし事業
高度経済成長期に始まる地方での人口流出・過疎化を受けて、渥美半島でも地方自治体が中心となった地域おこし事業が展開されてきた。主な活動としては、「ご当地○○」ブームに便乗した地元アイドルやキャラクターの設定・PRのほか、特産品を利用した地域のブランド化などがあげられる。
渥美半島たはらブランド
地域経済の発展と田原市の知名度向上のため、地域の資源や特性をi活かした優れた産品をブランドとして認定する取り組み。市内で生産された農林水産品や加工品などを対象に、個人事業者や団体、法人などから申請を募っている。これらの産品は、認定基準である「たはららしさ」「独自性」「市場性」「将来性」の適合の可否や、現物検査などによって認定を受ける。2016年（平成28年）4月に行われた第1回の審査会では、60件の産品がブランド認定され、同年8月には第2回審査会が行われた。認定された品々は、田原市のホームページやパンフレットなどで紹介されるほか、田原市ふるさと納税の返礼品として使用される。
渥美半島どんぶり街道　<渥美半島たはらブランド>
渥美半島各地の店で、地元の魚介類や肉、野菜などを使った丼を提供する試み。田原市や商工会等からの『地産地消による地域の活性化』への呼び掛けに応じ、飲食店「グリル華」の経営者・神谷幸治によって発案された。神谷が委員長を務める「どんぶり街道どん丼おいでん委員会」が中心となって企画・運営している。2007年（平成19年）に10店舗でスタートしたこの企画は、スタンプラリーの実施などを通して支持を広げ、第4弾である2015年（平成27年）においては参加店舗数41にまで拡大したが、第6弾となる2019年（平成31年）においては、参加店舗は28店となっている。2011年（平成23年）からは「全国丼サミット」に参加、また地元小学校などでどんぶり街道を通した食育を行うなど、地域活性化にむけた活動を続けている。店の前に置かれた「黄色いのぼり」が、どんぶり街道加盟店の目印である。
貝づくし渥美
渥美商工会によって2007年（平成19年）に立ち上げられた、海産物による地域振興事業。その設立目的は、"渥美半島を「日本一の貝の半島」として地元の人に再認識してもらうと同時に、全国に向けて継続的にPR” することとある。主な活動内容は、
1. 地元29店の事業所と協力し、渥美半島の豊富な海の幸を使った「自慢の貝料理」を提供する
2. かつて祭りの日の家庭料理として作られていた「あさりの押し寿司」の復活と販売（販売は毎年1月中旬〜5月末日までの土・日・祝日限定）[109]
3. 渥美半島の貝類が旬を迎えること、また「貝」という漢字を崩すと「四」と「八」になることから、毎年4月8日を「貝の日」としてPRし、キャンペーンを企画する

ことである。組織形態としては、渥美商工会を事務局に置く任意団体で、「貝づくし事業委員会」によって運営されている。
ご当地キャラ
渥美半島では「キャベゾウ」と「かいくん」の2種類が前線で活躍しており、ともに「渥美半島きらり観光大使」に認定されている。キャベゾウは身長・バスト・ウエスト・ヒップはともにキャベツ6個分で、その仕事は「田原市民まつりイメージキャラクター」である。[93]語尾に「きゃべ☆」を付ける傾向があり、2015年全国ゆるきゃらグランプリでは229位に入賞している。一方、かいくんは兄弟で1号、2号と区別されることがあり、弟のかいくん2号のキメ台詞は、「俺のかわいさに魅了されるといいよ♪(＾＾)」。[94]かいくんの仕事は「貝づくし渥美イメージキャラクター」であり、同年の全国グランプリでは173位に入賞した。
LA❀花ノたみ
2013年（平成25年）に結成された、田原市観光PRアイドルグループ。全国有数の花の産地である田原市の魅力を伝えるため、グループが“花のたみ”となって、花を中心とした田原の産業・観光のPR活動を行っている。「LA 花ノたみ」のグループ名は、サーフィンで有名な「田原の波（たはらのなみ）」の文字を並べ替えることで考案された。1期生はリーダーしおりと、さあちゃん・あやねんの3人構成、2期生はリーダーなみ率いる、のんのん・あん・あい・みいちゃんの5人グループで、現在は2期生なみ・あいと、3期生もかの3人が活動している。各地のPRイベントに参加するほか、自らが歌う曲を収録したCDを販売したり、ラジオ番組に出演するなど、その活動範囲は多岐にわたる。

## 交通機関
交通は半島の根元の田原城の辺り（三河田原駅）まで、豊橋鉄道渥美線が通っており、道路は、三河湾側を国道259号、太平洋側を国道42号がそれぞれ伊良湖岬まで伸びている。渥美半島の先端にはフェリーターミナル（伊良湖クリスタルポルト）があり、伊良湖港からはフェリー（伊勢湾フェリーなど）や高速船（名鉄海上観光船）が伊良湖岬と対岸の鳥羽市や知多半島、伊勢湾および三河湾の島々を結んでいる。半島内のバスは豊鉄バスが運行しており、三河田原駅や豊橋駅と保美や伊良湖岬を結んでいるほか、コミュニティバス (田原市ぐるりんバス) が市内各所を結んでいる。私営タクシーでは豊鉄タクシーが広く利用されている。

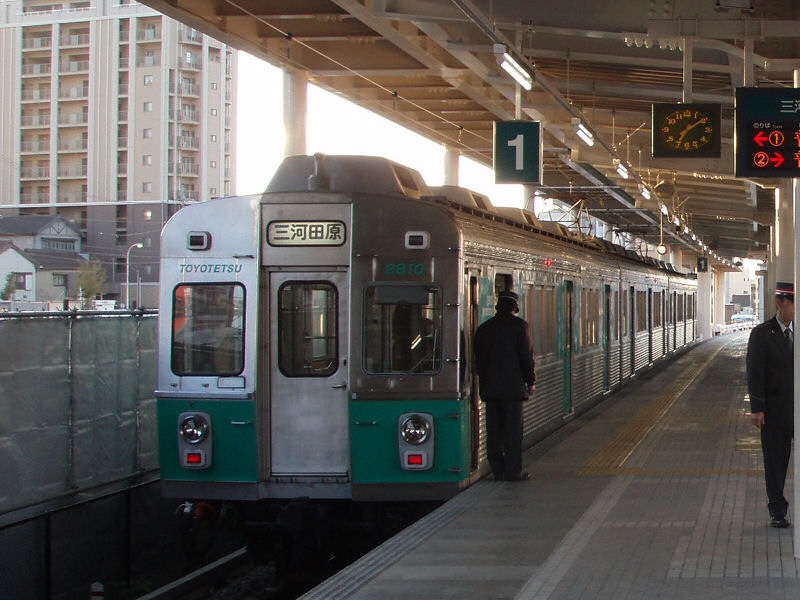
豊橋鉄道渥美線
豊橋市と田原市の間、18.0キロメートルを結ぶ豊橋鉄道の電車線（単線）。1919年（大正8年）に半島有力者らによって渥美電鉄株式会社が設立されたことに始まり、従来の船舶を中心とする交通の便にとってかわった。1927年（昭和2年）までには田原と豊橋を結ぶ、三河田原以東20.9キロメートルの全線が開通した。1939年9月には、福江まで路盤が完成したが、日中戦争・太平洋戦争の開始、激化と共に資材不足となり、結局列車が走ることはなかった。その後名古屋鉄道(名鉄)の路線になり名鉄渥美線となったが1954年（昭和29年）に豊橋鉄道に譲渡された。名鉄から経営を引き継いだ豊橋鉄道は現在、この電車を3両10編成所要しており、通常時は7編成が運用についている。2013年（平成25年）に三河田原駅の再整備事業と連携し、渥美半島にちなんだ花（桜・つつじ・ばら・菊・菜の花・椿・向日葵・シデコブシ・菖蒲・ハマボウ）をデザイン、ラッピングした10種類の「カラフルトレイン」の運営を開始した。

## 宿泊施設
田原市旅館組合によると、渥美半島内にはホテル・民宿など合わせて40あまりの宿泊施設がある。なかでも比較的規模が大きく、外国人宿泊客などにも対応しているものの中には、休暇村伊良湖、伊良湖オーシャンリゾート、伊良湖リゾート＆コンベンションホテルなどがある。
休暇村伊良湖
渥美半島の先端、伊良湖岬にある休暇村。1966年（昭和41年）に全国第17番目の休暇村としてオープンした。三河湾や伊勢湾、遠州灘など近海からあがる新鮮な海の幸と、農業大国・田原市で育った野菜を使った旬菜バイキングなどがある。近年では、月替わりの海の幸を使った逸品料理を席まで届ける、「プレミアムコース」も導入された。広い敷地内には体育館やプール、運動場、キャンプ場、テニスコートなどのレクリエーション施設が完備されており、古代塩作り、木製ホルダーづくり、座禅体験、海釣り体験、サイクリング等の体験もできる。近隣には季節に応じてメロン狩りやイチゴ狩り、潮干狩りができる施設があり、また伊勢神宮参拝の拠点としても利用される。2013年（平成25年）3月にリニューアルオープンした。また、英語、中国語（簡体字・繁体字）、韓国語などの外国語にも対応したウェブサイトからは、空室検索や宿泊予約ができる。
伊良湖オーシャンリゾート
客室は全室オーシャンビューで、朝日が見える太平洋側の部屋と夕日が見える伊勢湾側の部屋がある。海へ流れが続くようにデザインされた天然温泉露天風呂は、近年湧出した伊良湖温泉が源泉から配湯されている大浴場は、この露天風呂をはじめ季節湯、寝湯など合わせて7種類の温浴施設を備える。食事は、渥美半島ならではの新鮮な海の幸と地元食材を使用した、和食会席、フレンチ、季節ごとにテーマが替わる和洋中50種類以上のバイキングのほか、季節の創作料理などがある。
伊良湖リゾート＆コンベンションホテル
三河湾を一望する、全室オーシャンビューの白いアーチ型のホテル。総面積40,785平方メートル。館内大浴場へは伊良湖温泉が源泉から配湯されている。客室は和・洋2タイプ、5つの宴会場では5〜6人の会食から400人規模の大宴会まで対応できるという。レストランでは海の幸を使った渥美半島料理や、旬の食材を和洋50種類そなえた「あつみの味覚バイキング」がある。さらに、英語、中国語（簡体字・繁体字）、韓国語などの外国語にも対応したウェブサイトからは、空室検索や宿泊予約ができる。

## ゆかりの人物
- 渡辺崋山（画家・学者・政治家）
- 糟谷磯丸（神様になった漁夫歌人）
- 坪井杜国（芭蕉風の俳諧をもたらした俳人）
- 宮川春汀（挿絵画家）
- 江崎邦助（渥美半島のコレラ被害終息に命をささげた巡査）
- 近藤寿市郎（政治家、豊川用水の生みの親）
- 鈴木翠軒（書家、「翠軒流」生みの親）

- 渥美清（俳優、芸名は渥美半島の『渥美』から取ったとされる）
- 杉浦明平（作家）
- 光浦靖子（オアシズ、タレント）
- 大久保佳代子（オアシズ、タレント）
- 金田哲（はんにゃ、タレント）

## フォトギャラリー

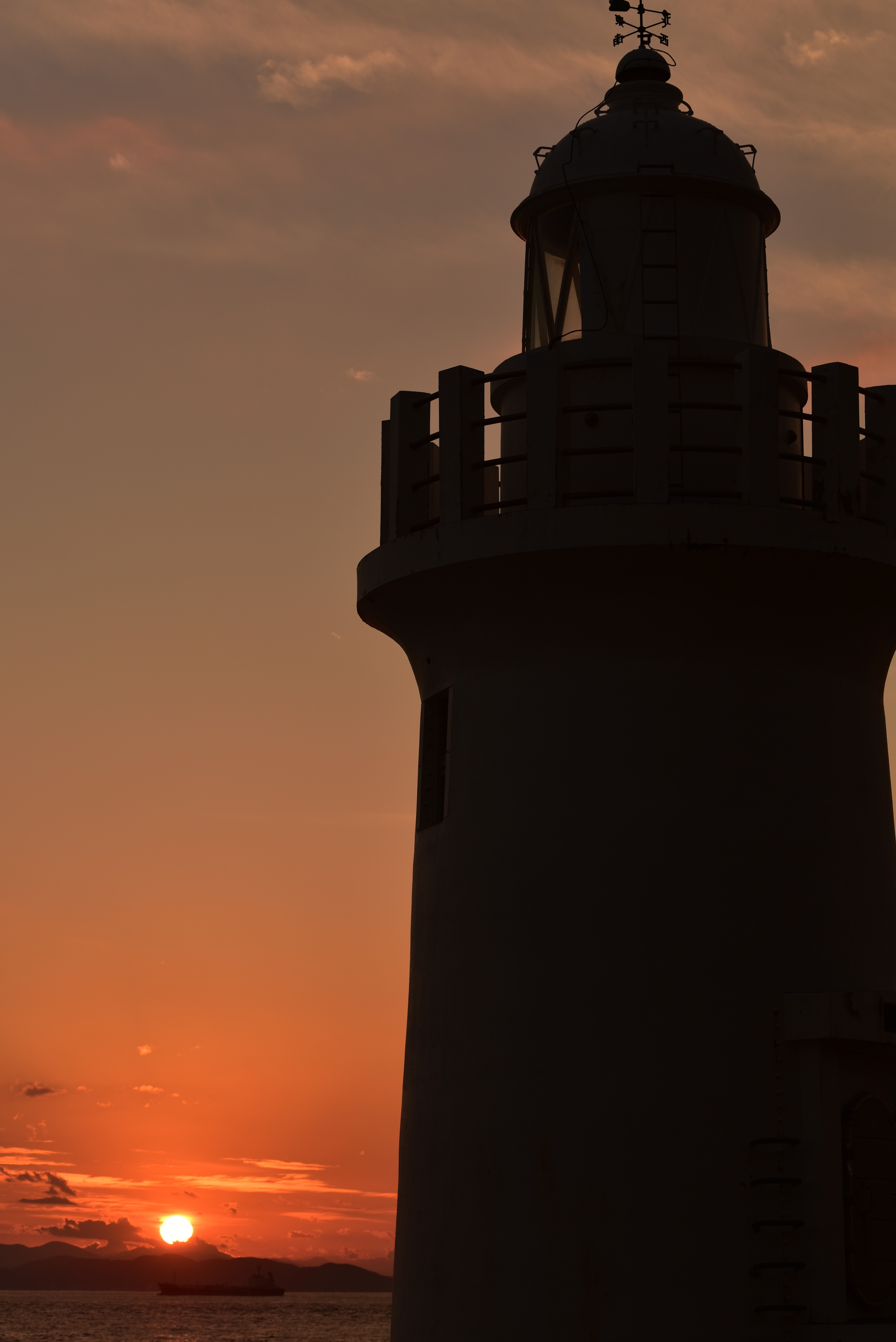
伊良湖岬灯台
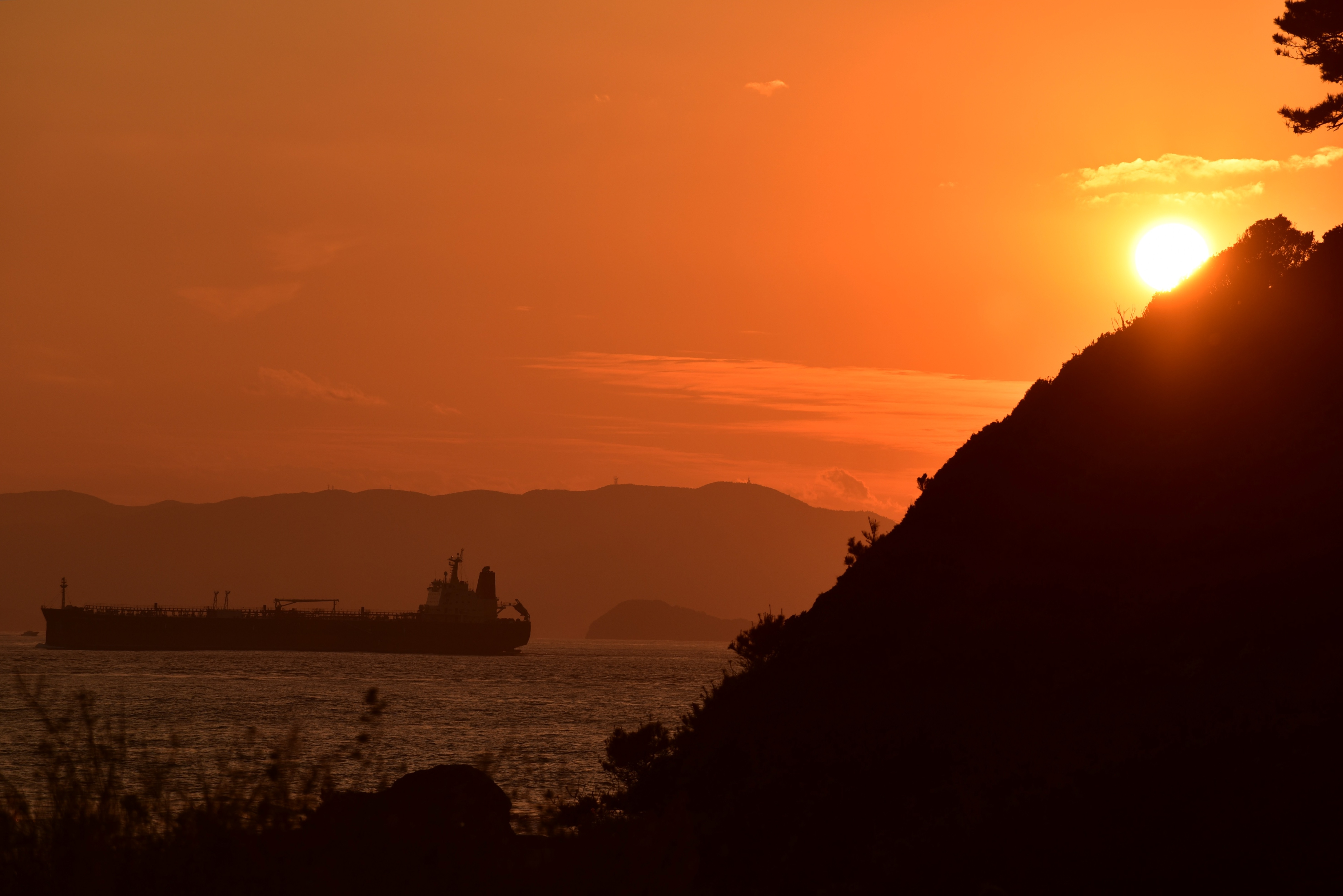
伊良湖岬の夕景
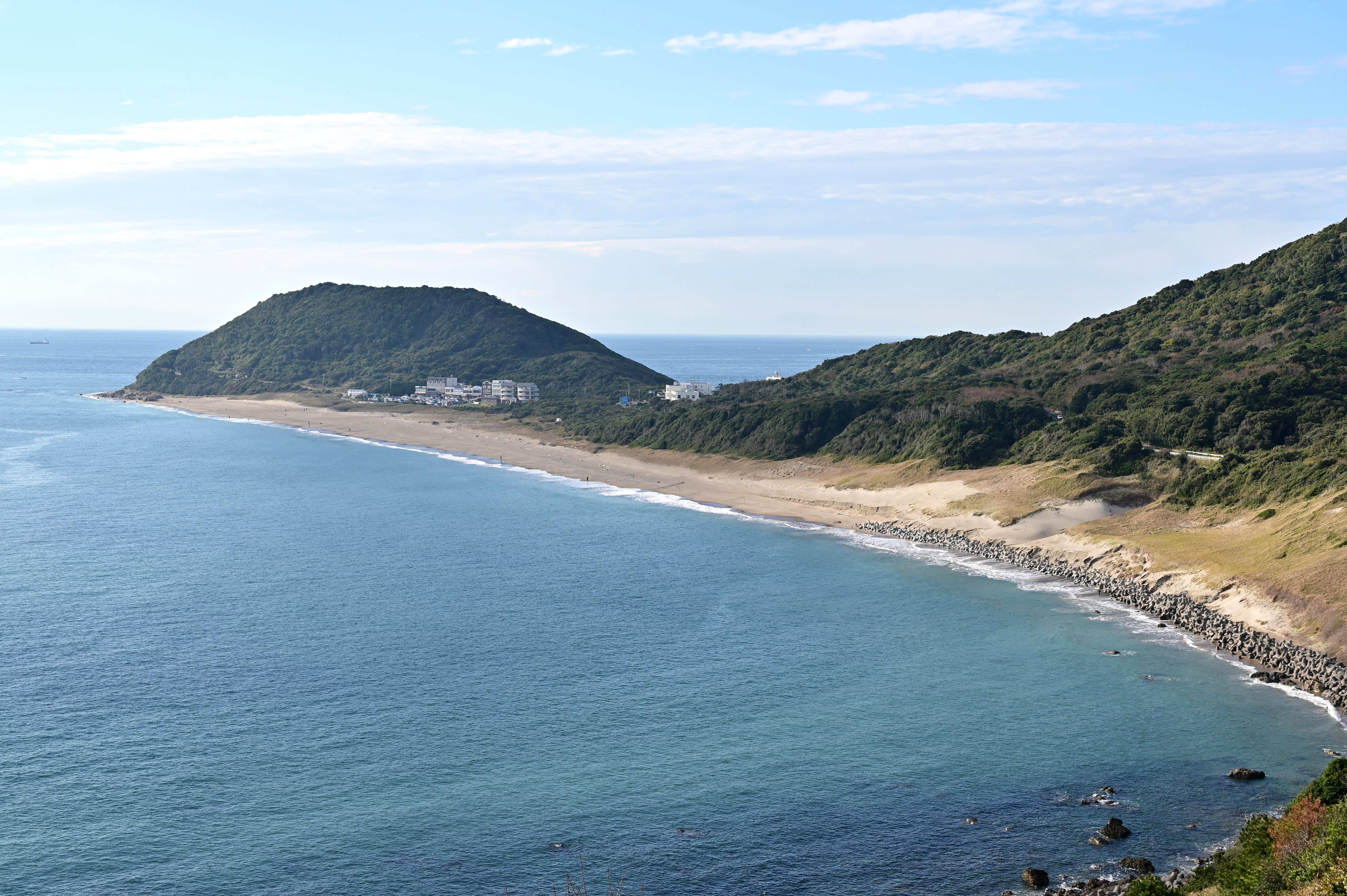
伊良湖岬と恋路ヶ浜（2021年11月）
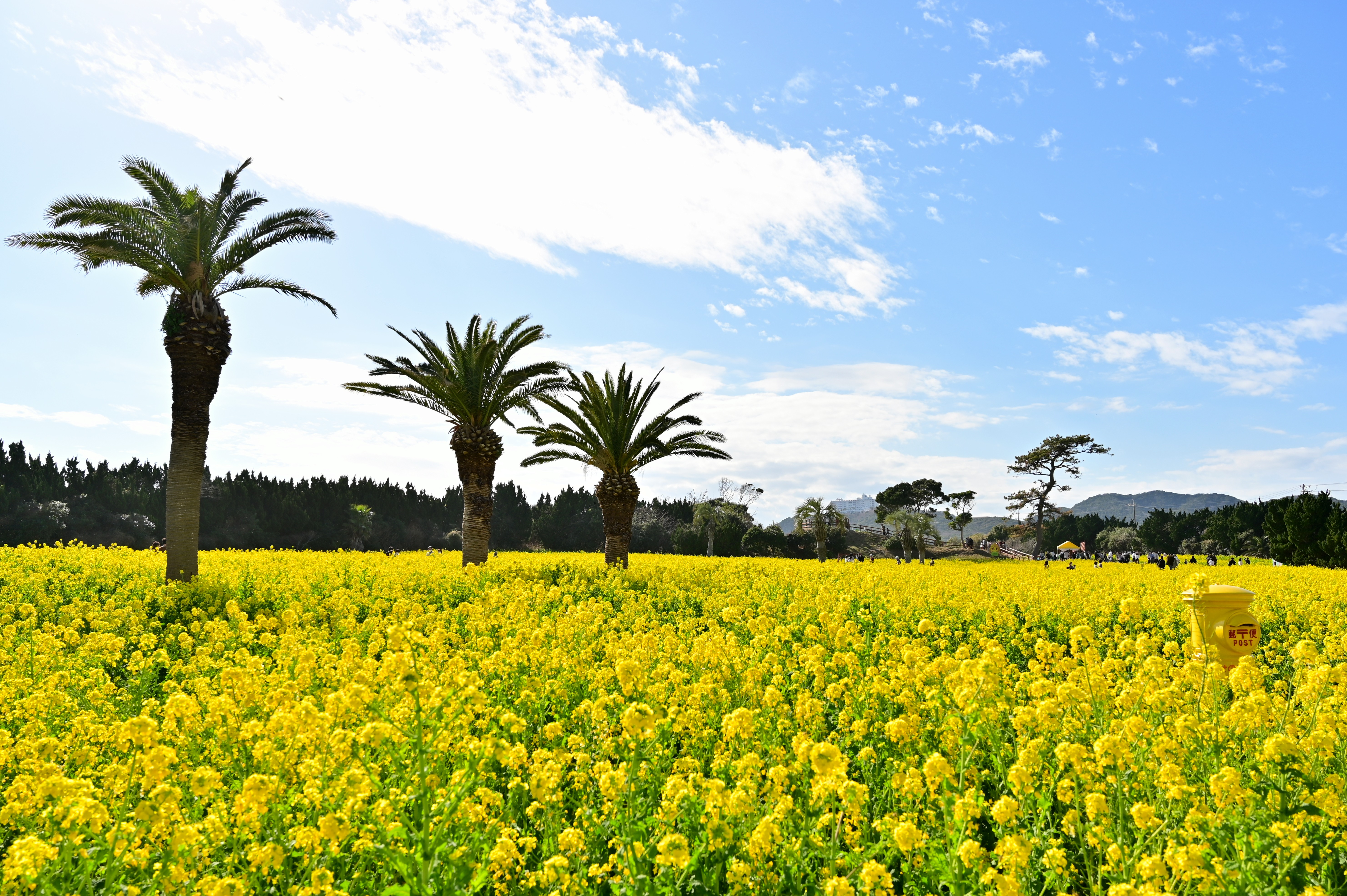
2月には菜の花が見頃を迎える。（2021年2月）
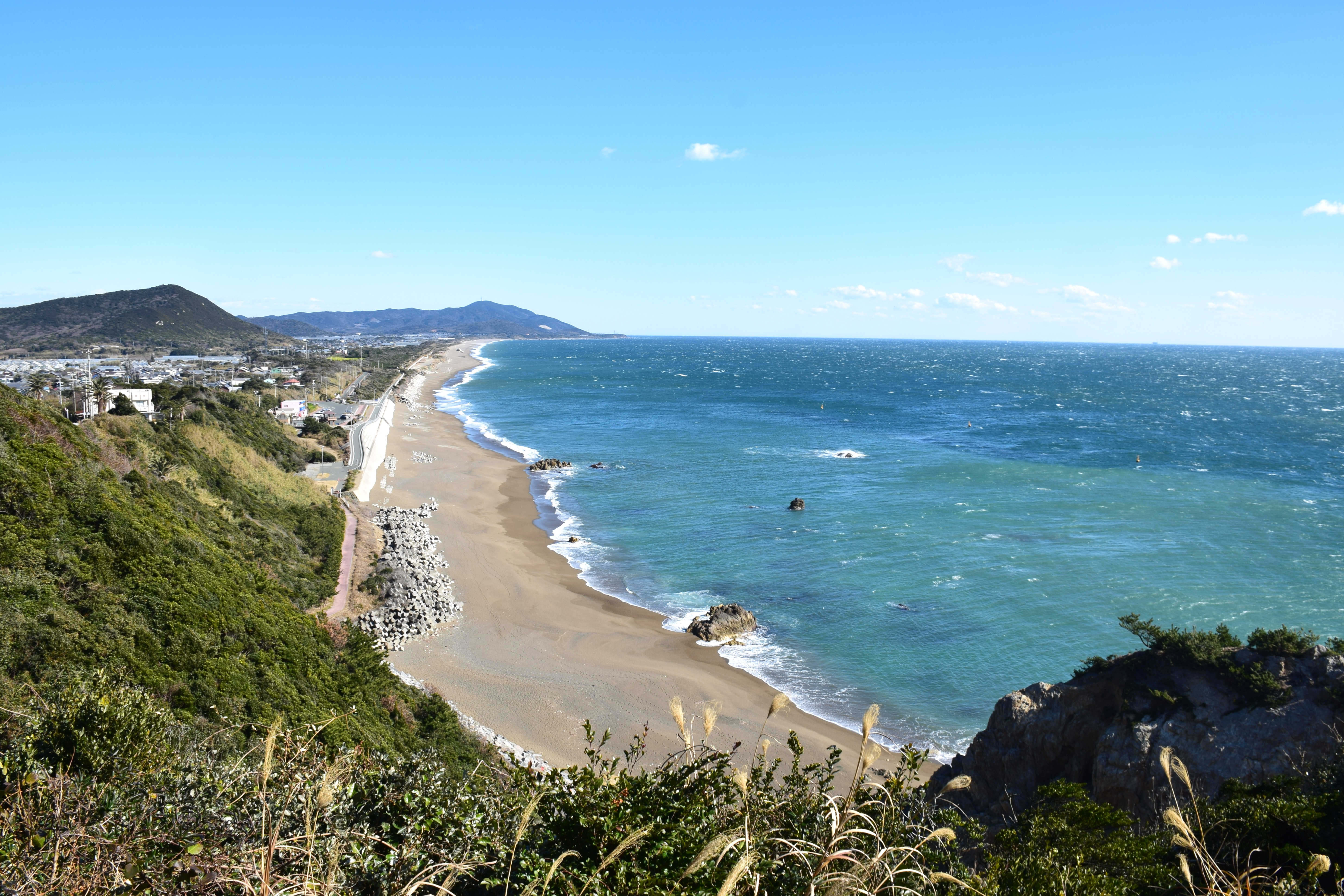
堀切海岸（2016年1月）
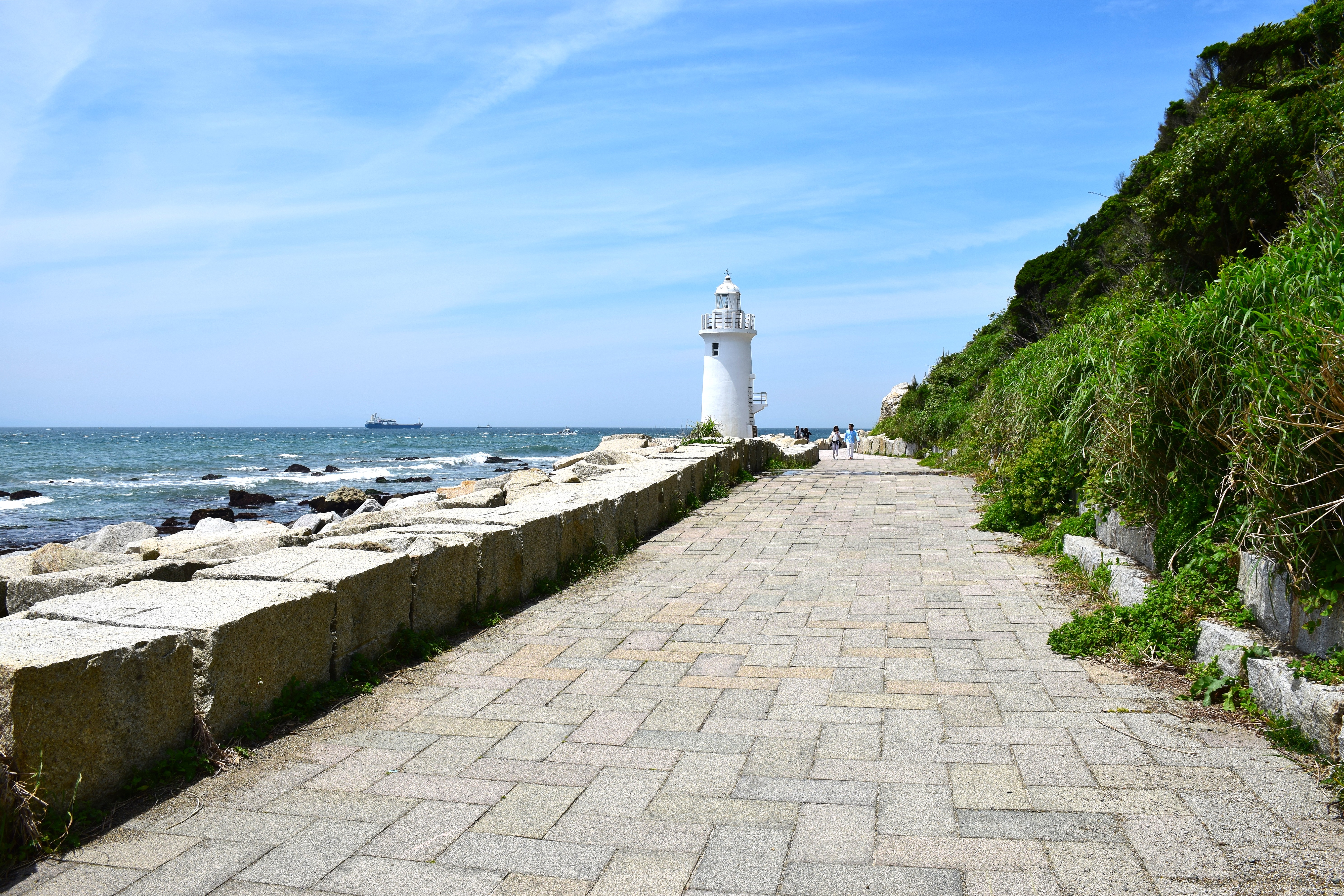
伊良湖岬灯台と整備された遊歩道
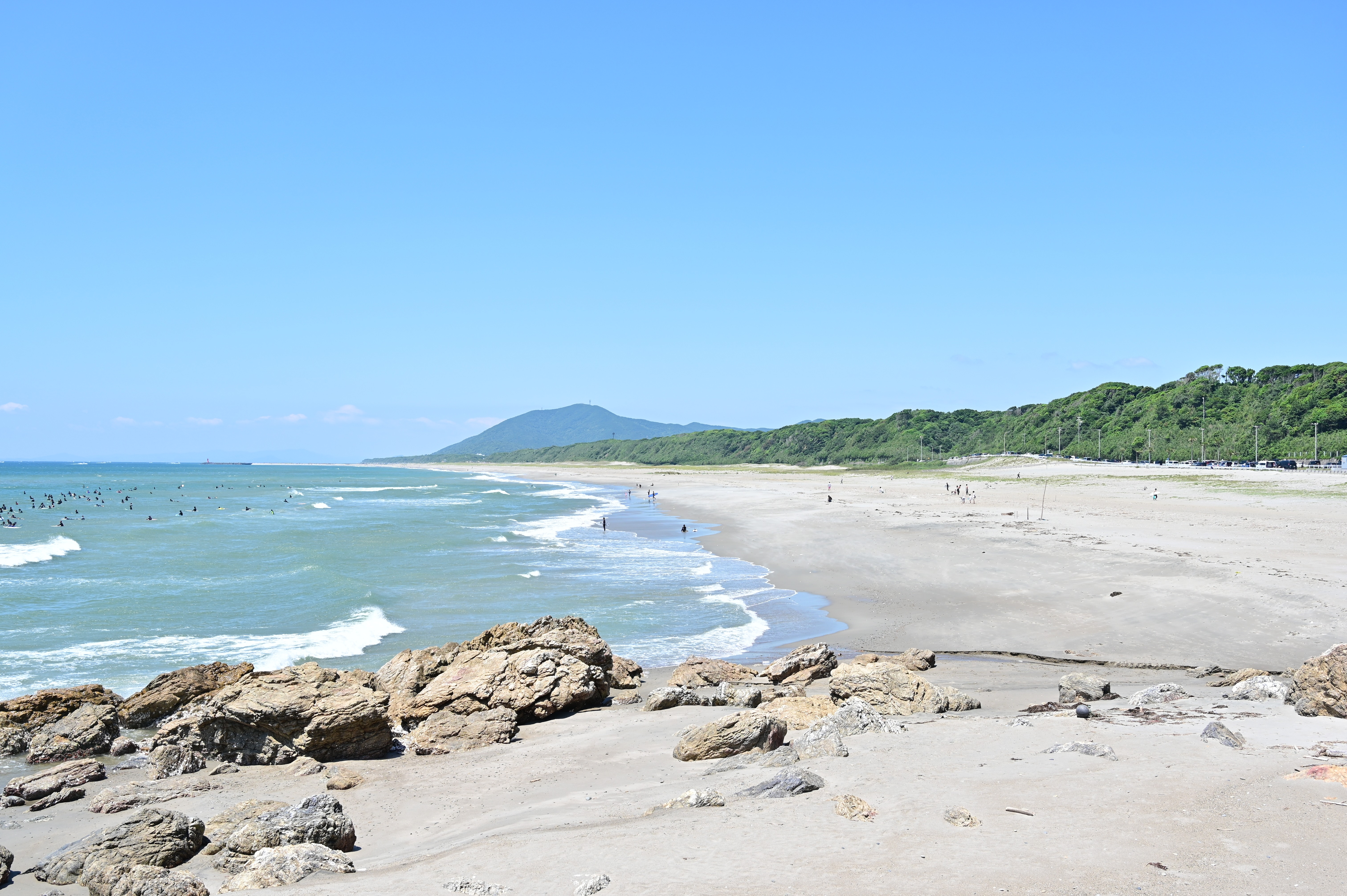
太平洋ロングビーチ
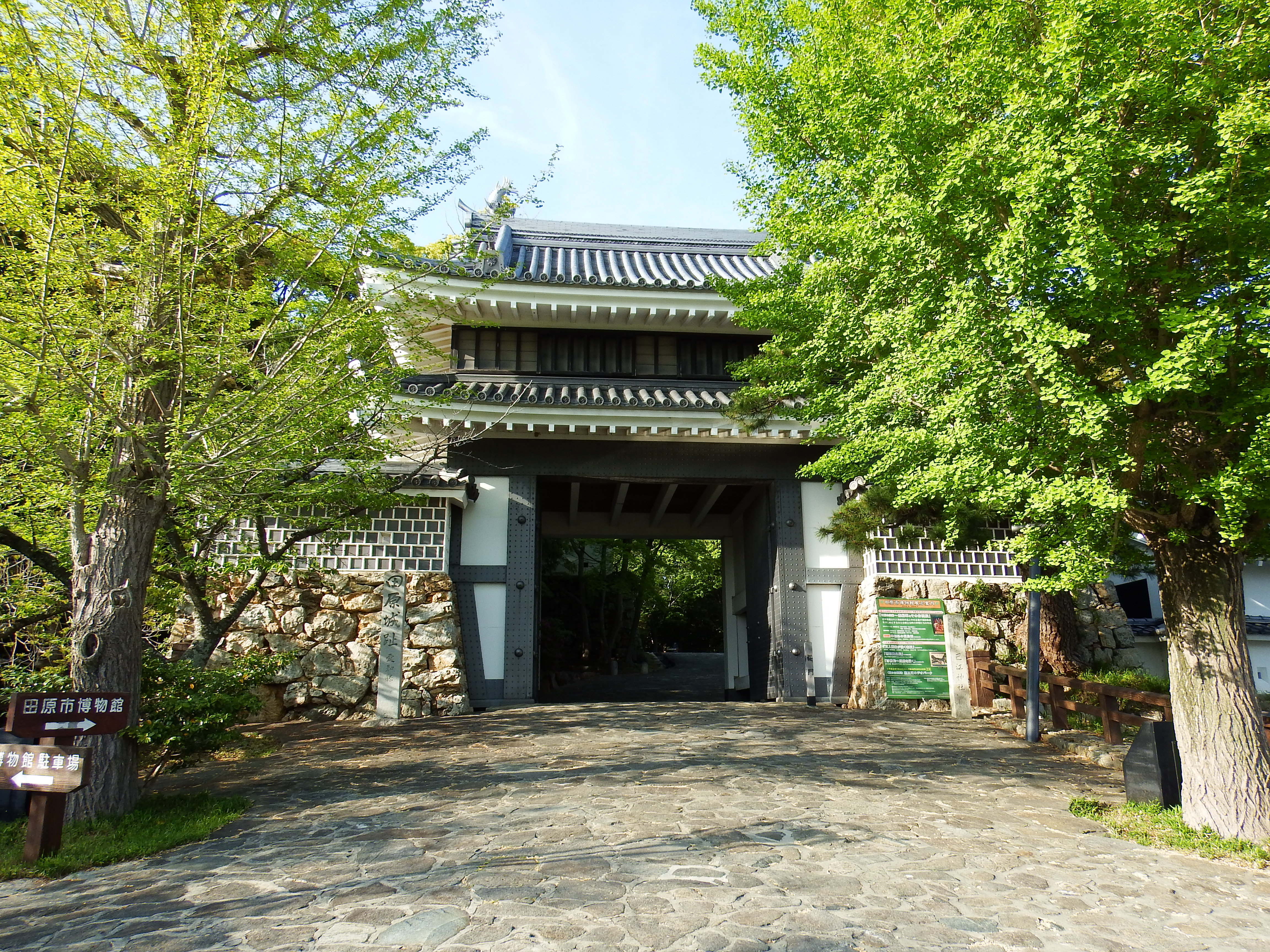
田原城跡